# Kiến trúc tân cổ điển ở Ba Lan

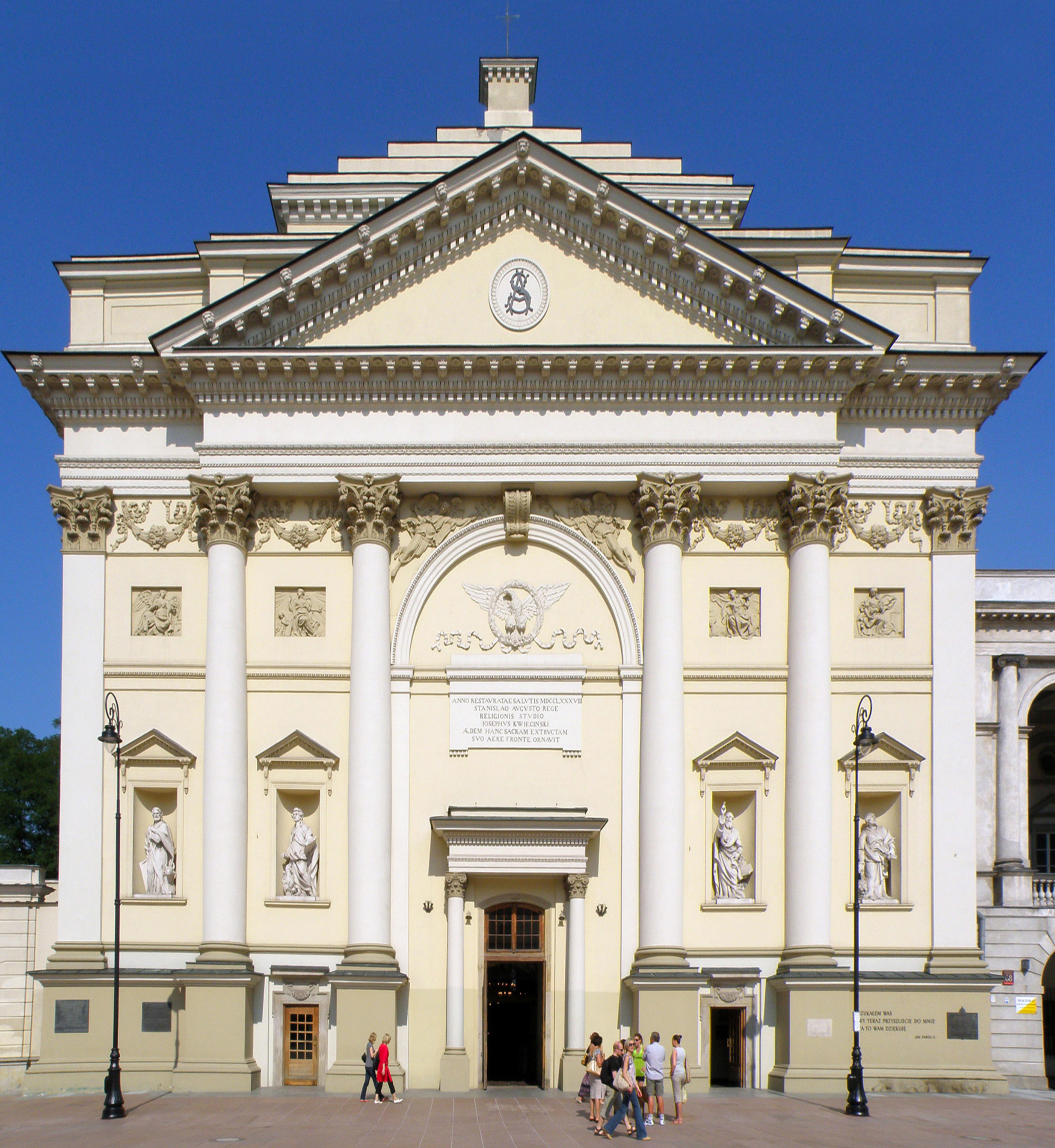
Warsaw - nhà thờ thánh Anna (1786)

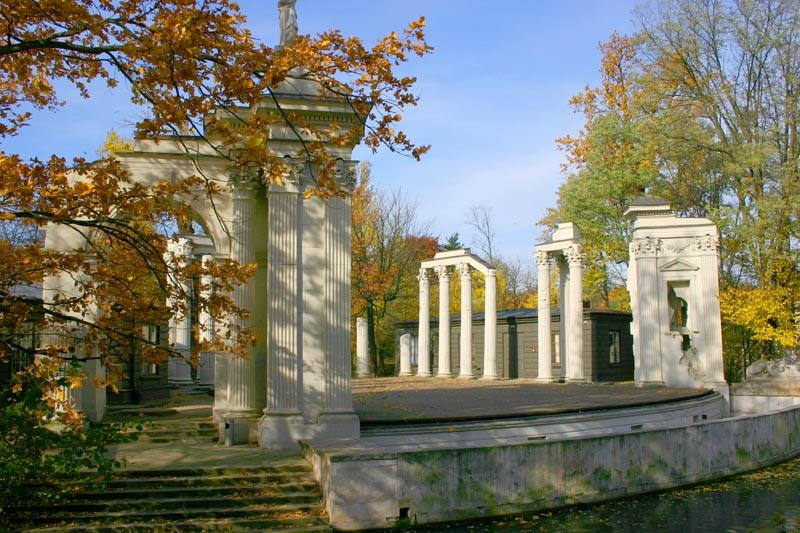
Nhà hát La Mã trên đảo (1790-1793), người bạn đồng hành với Cung điện trên mặt nước

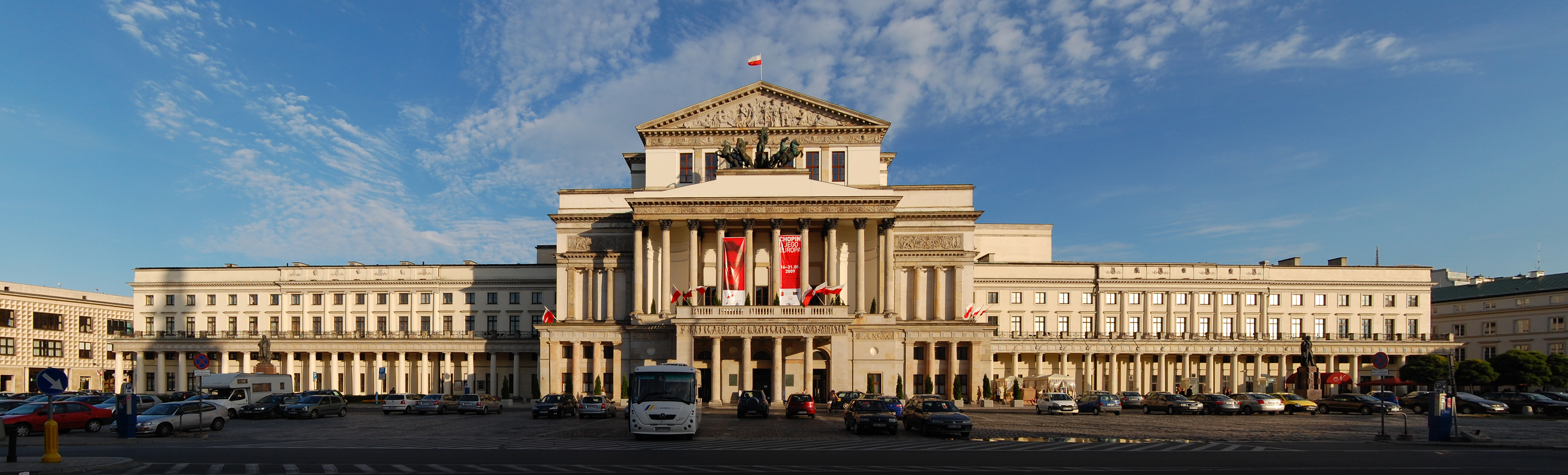
Nhà hát lớn, Warsaw (1825)

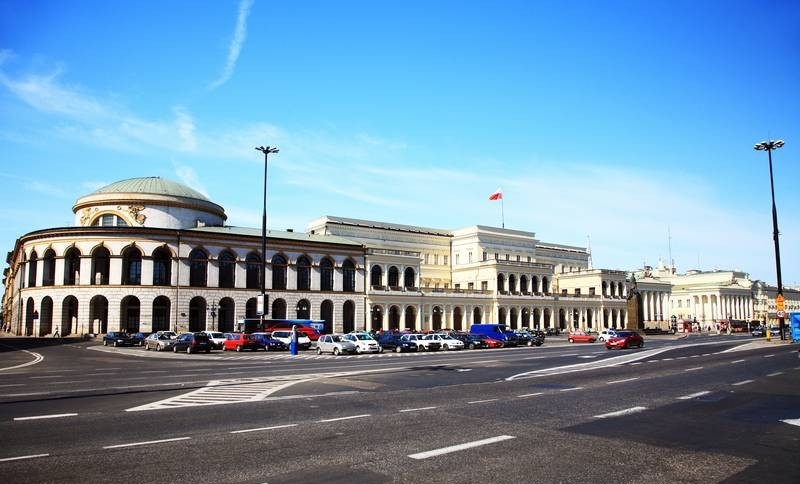
Quảng trường Ngân hàng, Warsaw (1825)

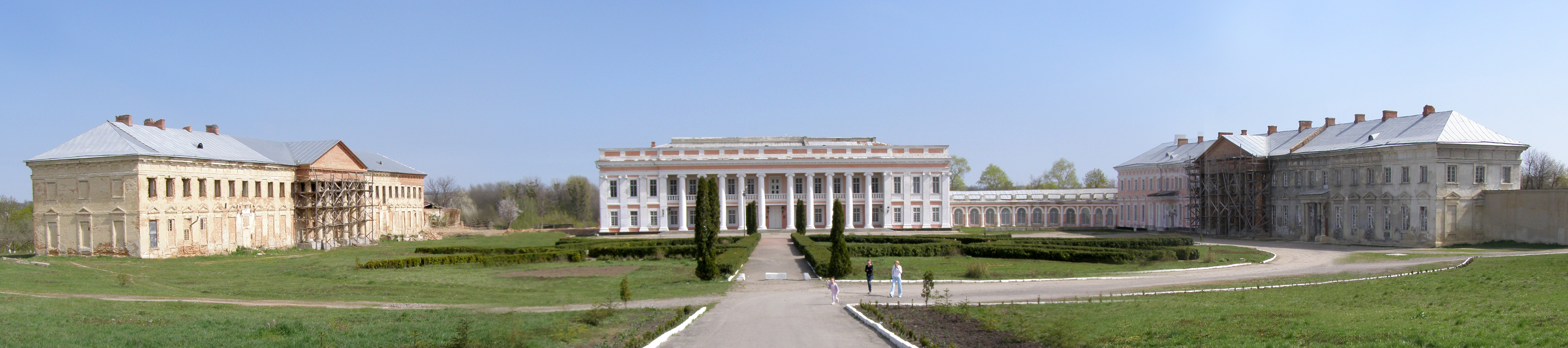
Cung điện Potocki ở Tulchyn

Kiến trúc tân cổ điển ở Ba Lan tập trung ở thủ đô Warsaw dưới triều đại của Stanisław August Poniatowski, trong khi khái niệm hiện đại về một thành phố thủ đô duy nhất không thể áp dụng được trong Khối thịnh vượng chung Litva của Litva. Chủ nghĩa cổ điển đã đến Ba Lan vào thế kỷ 18 do kết quả của sự xâm nhập của Pháp vào thiên niên kỷ Ba Lan. Các kiến trúc sư nổi tiếng nhất và nghệ sĩ làm việc tại Ba Lan là Dominik Merlini, Jan Chrystian Kamsetzer, Szymon Bogumił Zug, Stanisław Zawadzki, Efraim Szreger, Antonio Corazzi, Jakub Kubicki, Hilary Szpilowski, Christian Piotr Aigner, Wawrzyniec Gucewicz, Bonifacy Witkowski và Bertel Thorvaldsen của Đan Mạch.
Giai đoạn đầu tiên, được gọi là phong cách Stanislavian, tiếp theo là sự ức chế gần như hoàn toàn và một giai đoạn được gọi là chủ nghĩa cổ điển của Vương quốc Quốc hội. Các mô hình Palladian được thể hiện độc lập bởi Szymon Bogumił Zug, người theo ảnh hưởng của chủ nghĩa cổ điển cấp tiến của Pháp. Ảnh hưởng palladian cũng là do Piotr Aigner - tác giả của mặt tiền của Nhà thờ St. Anne ở Warsaw (1786-1788) và Nhà thờ Thánh Alexander (1818-1826). Ý tưởng Palladian đã được thực hiện trong một loại cung điện phổ biến với một cổng vòm.
Các tòa nhà nổi tiếng nhất của thời Stanislavian bao gồm Lâu đài Hoàng gia ở Warsaw, được xây dựng lại bởi Dominik Merlini và Jan Christian Kamsetzer, Cung điện trên nước, Królikarnia và cung điện ở Jabłonna. Kamsetzer đã dựng lên Nhà hát vòng tròn trong Công viên Hoàng gia và các cung điện Warsaw của Raczyńskis và Tyszkiewiczs cũng như cung điện ở Iskierniki. Trong số các tác phẩm đáng chú ý nhất của Szymon Bogumił Zug là một cung điện ở Natolin và Holy Trinity Church và các khu vườn: Solec, Powązki, Mokotów và Arcadia gần Nieborów.
Từ thời Vương quốc Quốc hội là Cung điện Koniecpolski và Nhà thờ Thánh Alexanderr ở Warsaw, Đền thờ Sibyl ở Puławy, xây dựng lại Lâu đài Łańcut. Nhân vật hàng đầu trong Vương quốc Quốc hội là Antoni Corrazzi. Corazzi đã tạo ra một khu phức hợp Quảng trường Ngân hàng tại Warsaw, các tòa nhà của Kho bạc, Doanh thu và Ủy ban Chính phủ, tòa nhà Cung điện Staszic, Cung điện Mostowski và thiết kế Nhà hát Lớn. Belvedere và Pawłowice được tạo ra bởi Jakub Kubicki, trong khi Lubostroń và Dobrzyca của Stanisław Zawadzki. Các hội trường thị trấn đáng chú ý ở Łowicz, Płock, Błonie, Konin và Aleksandrów Łódzki có từ nửa đầu thế kỷ XIX.

## Cấu trúc đáng chú ý

Palaces
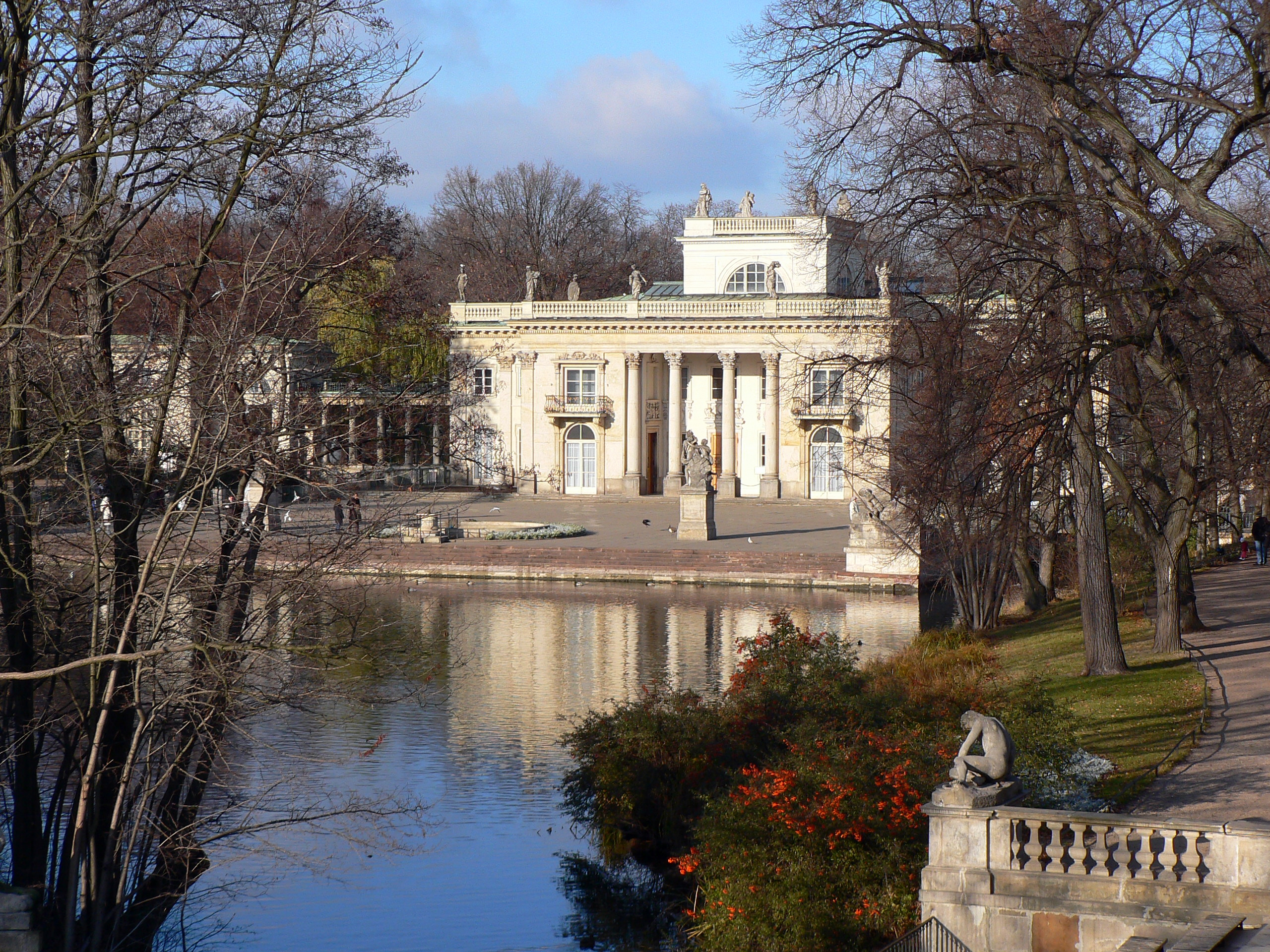
Cung điện Łazienki ở Warsaw, 1764-1795
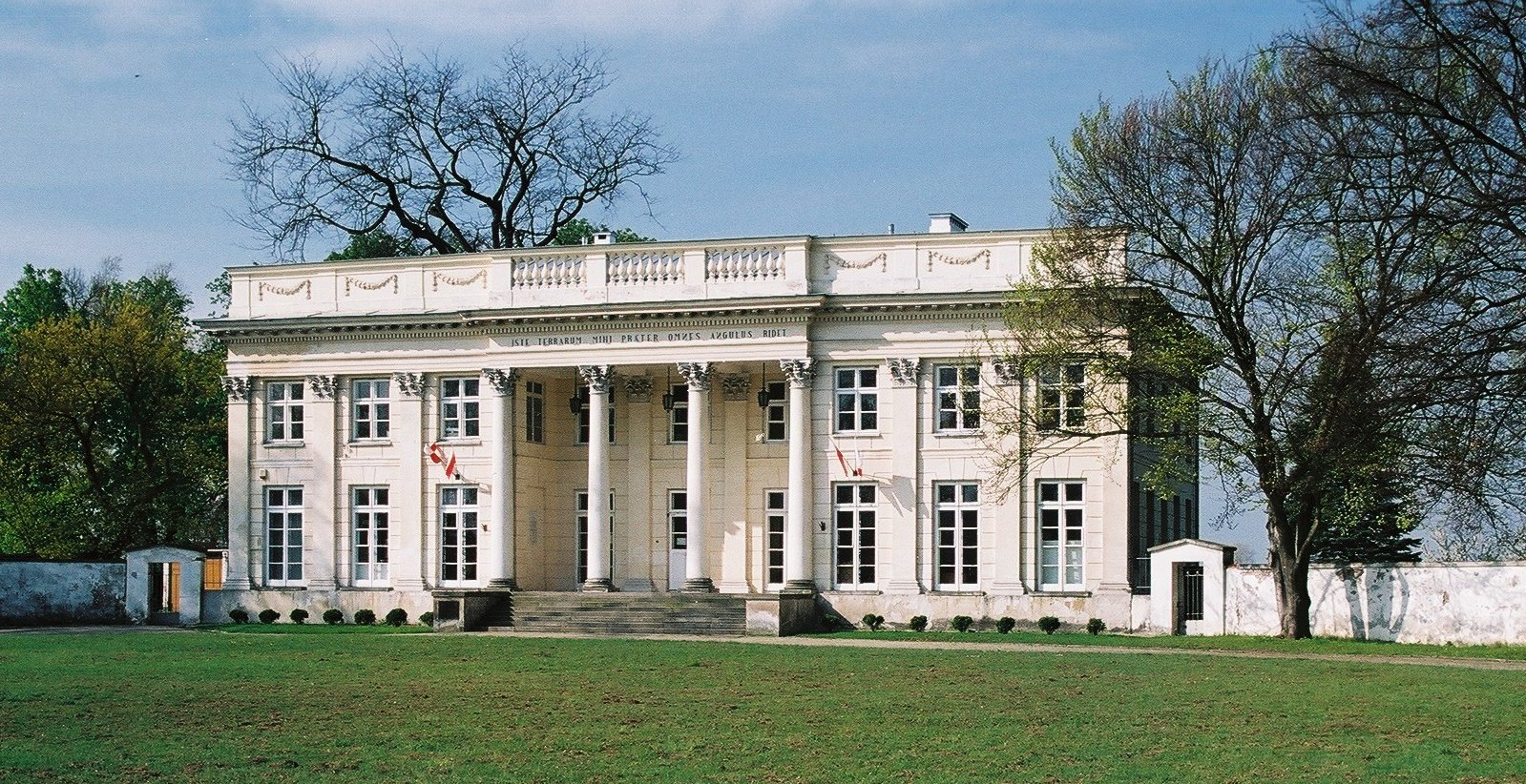
Cung điện Marynka ở Puławy, 1790-1794
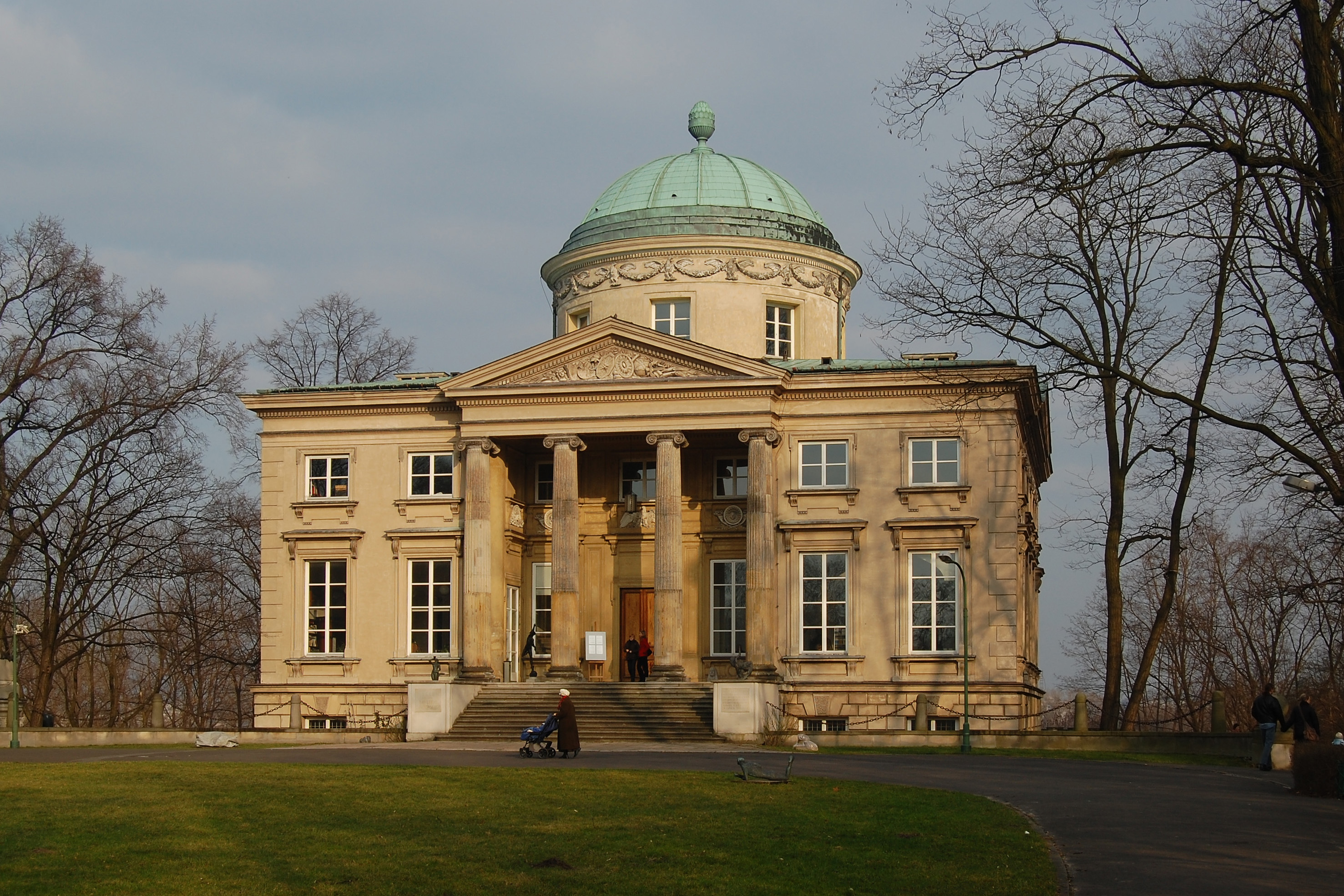
Cung điện Królikarnia tại Warsaw, 1782-1786
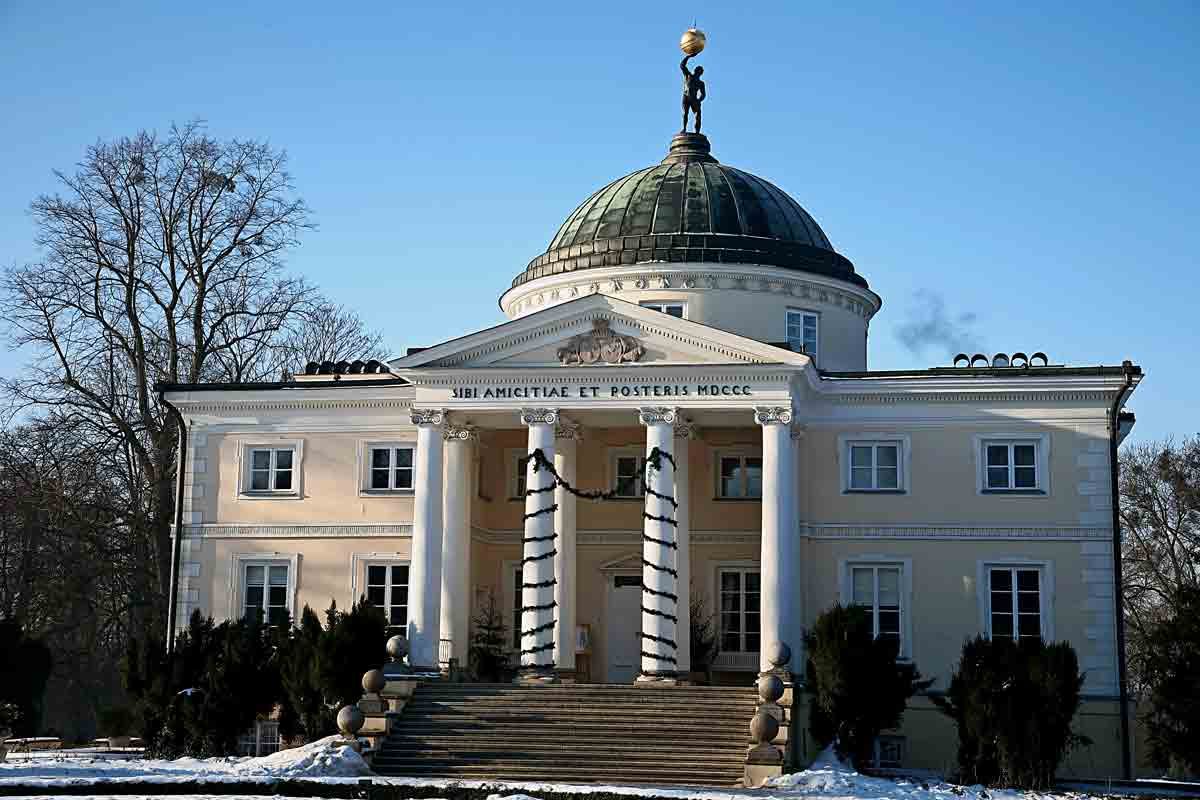
Cung điện Skórzewski ở Lubostroń, 1795-1800
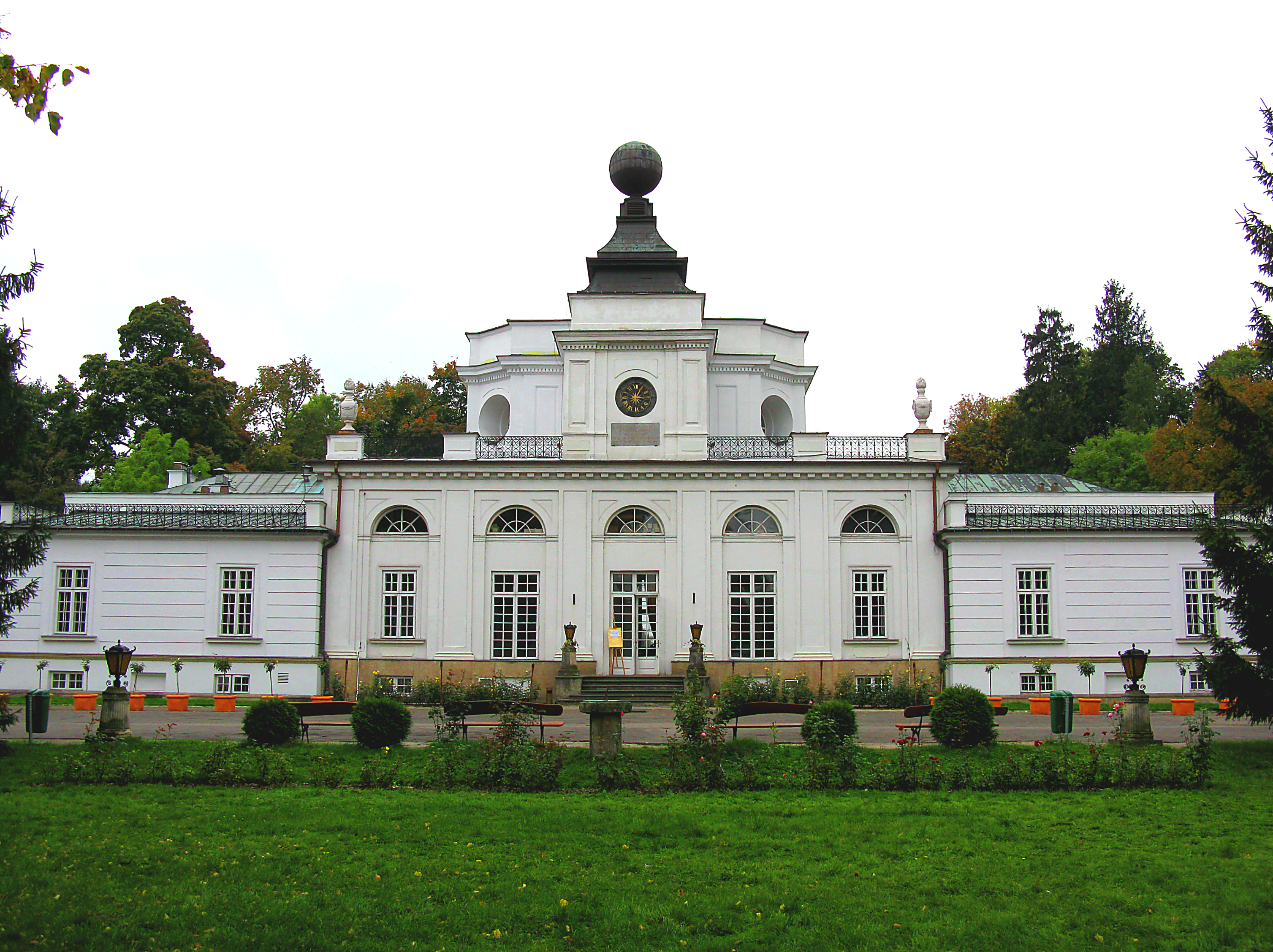
Cung điện Poniatowski ở Jabłonna, 1775-1779
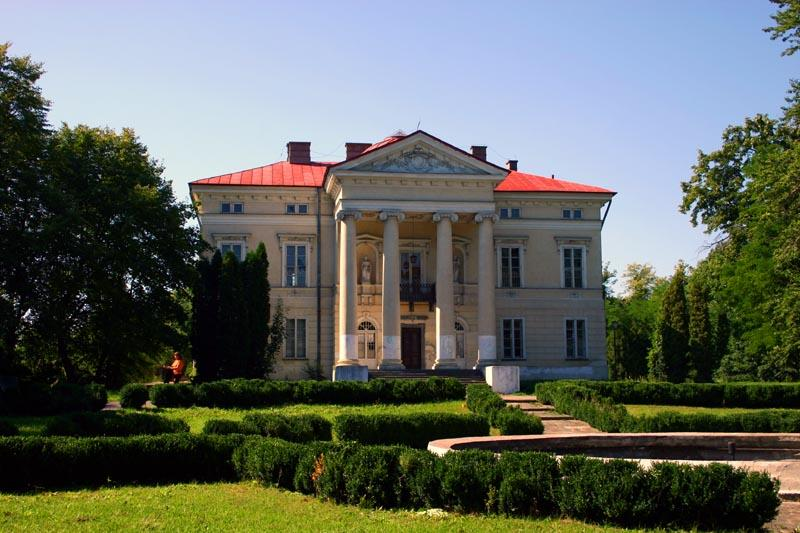
Cung điện Lubomirski ở Niezdów, 1776-1804
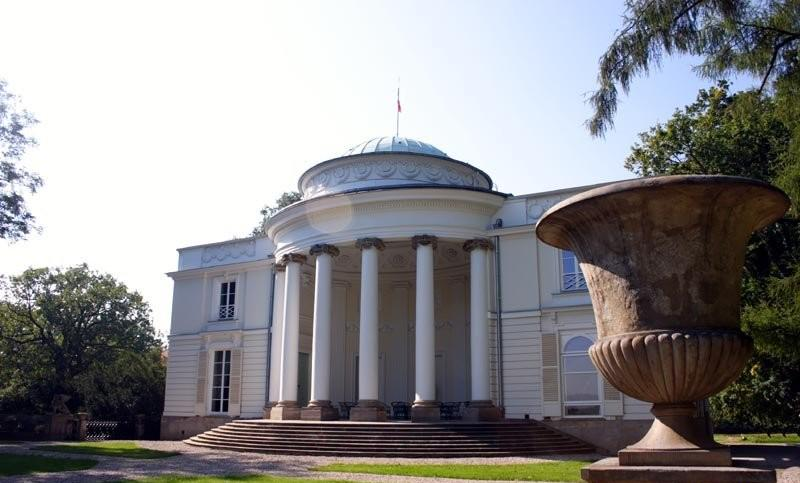
Cung điện Potocki ở Natolin, 1780-1782
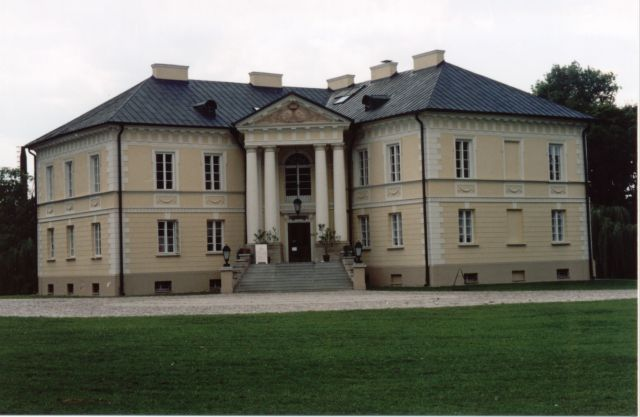
Gorzeński Palace trong Dobrzyca, 1795-1799

Churches
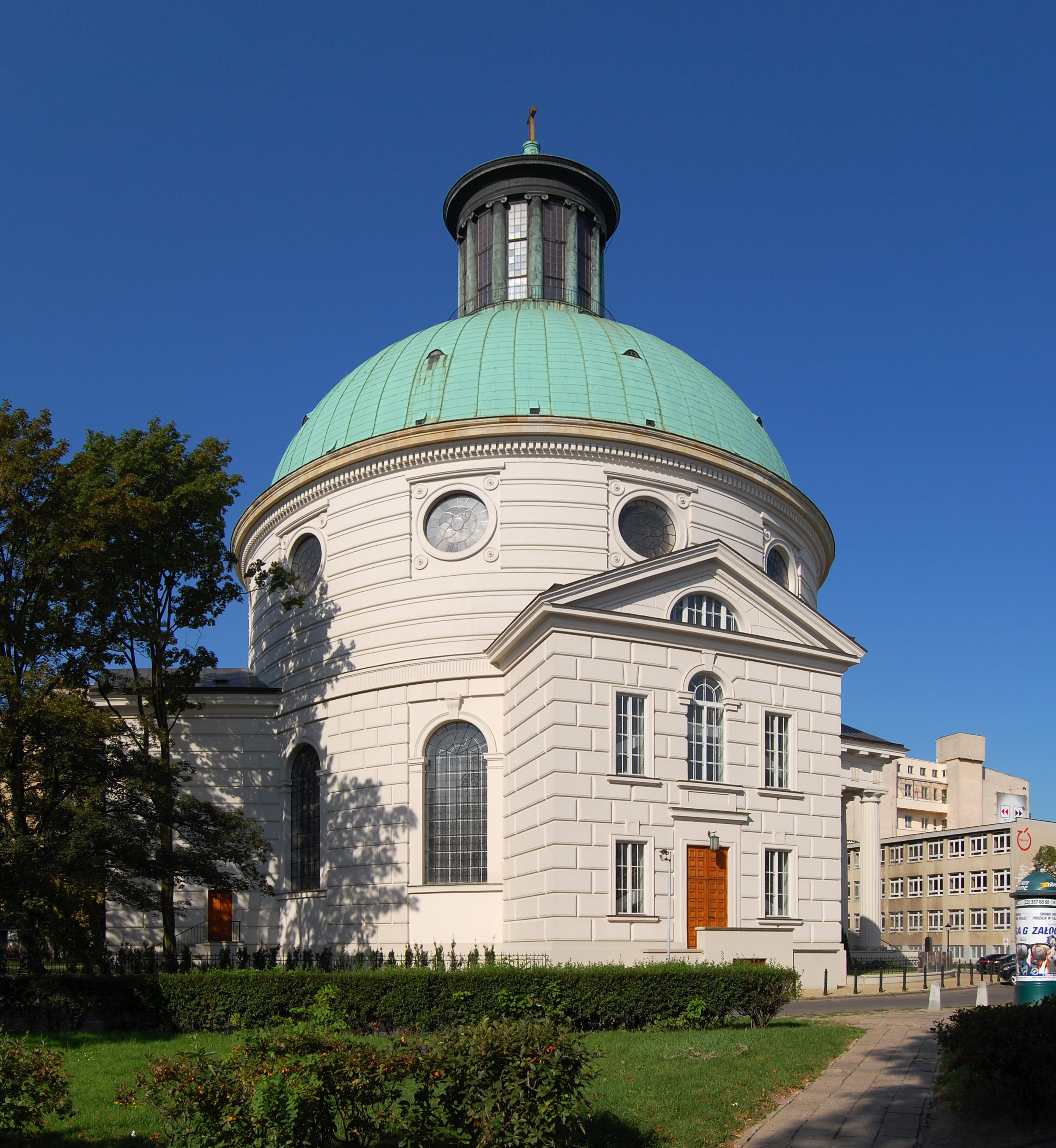
Nhà thờ Holy Trinity ở Warsaw, 1777-1782
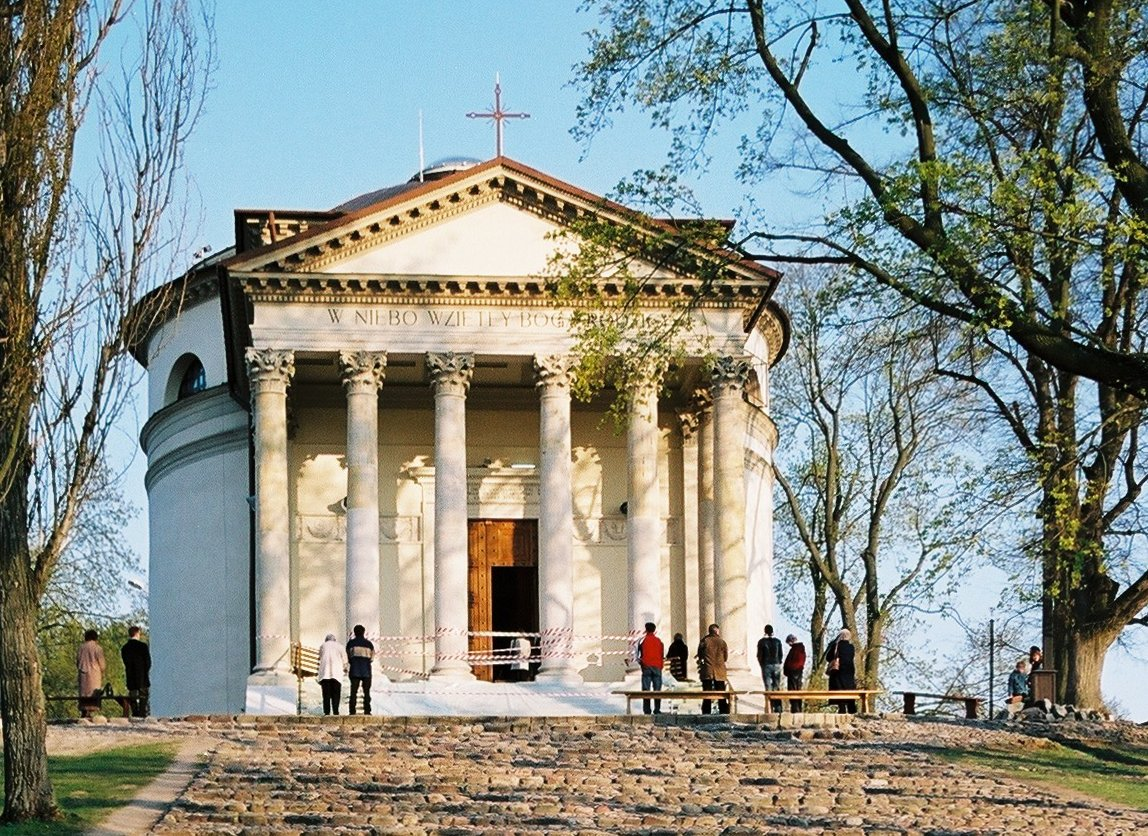
Nhà thờ giả định của Mary ở Puławy, 1801-1804

Park structures
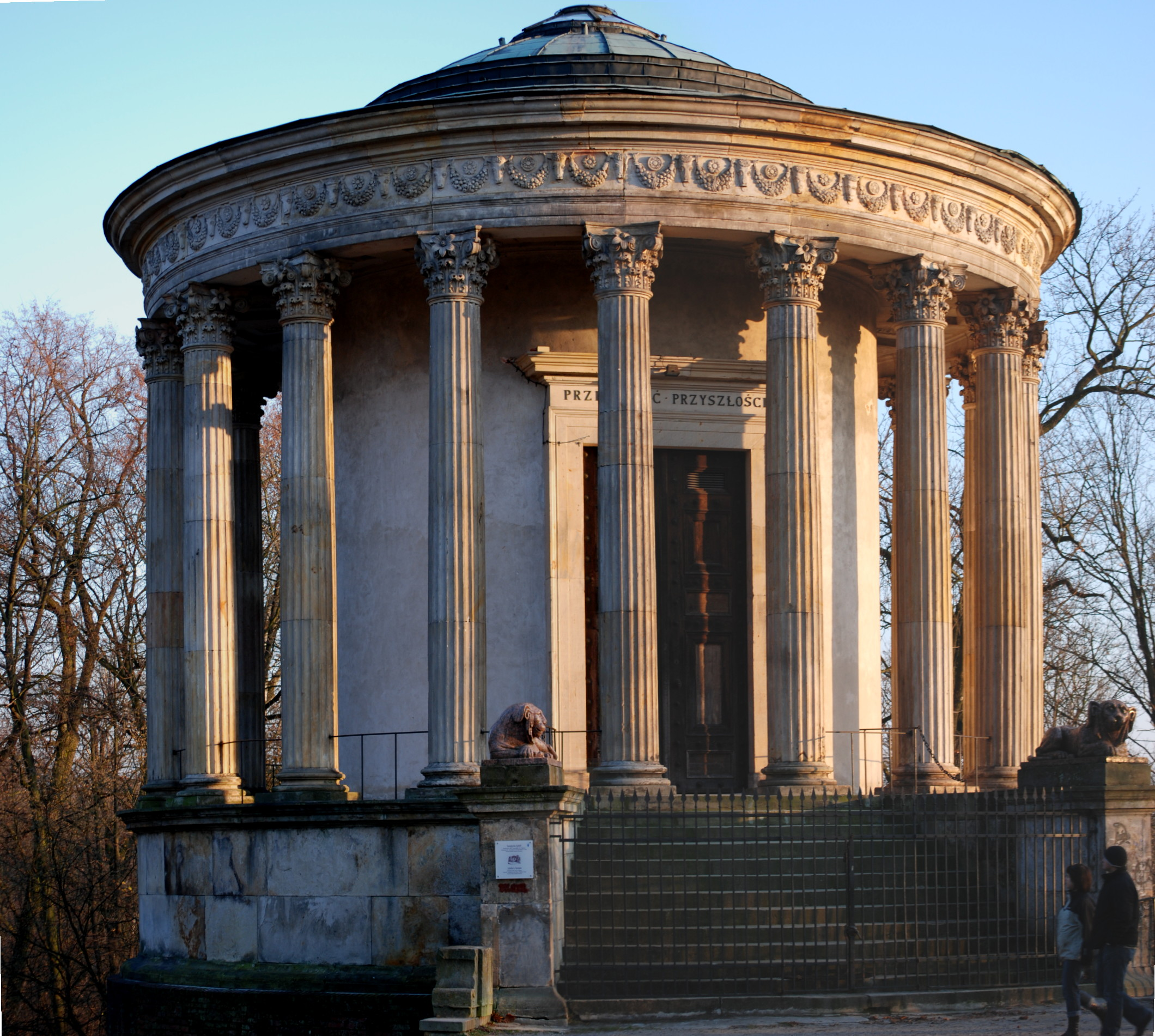
Đền Sybil ở Puławy, 1798-1801
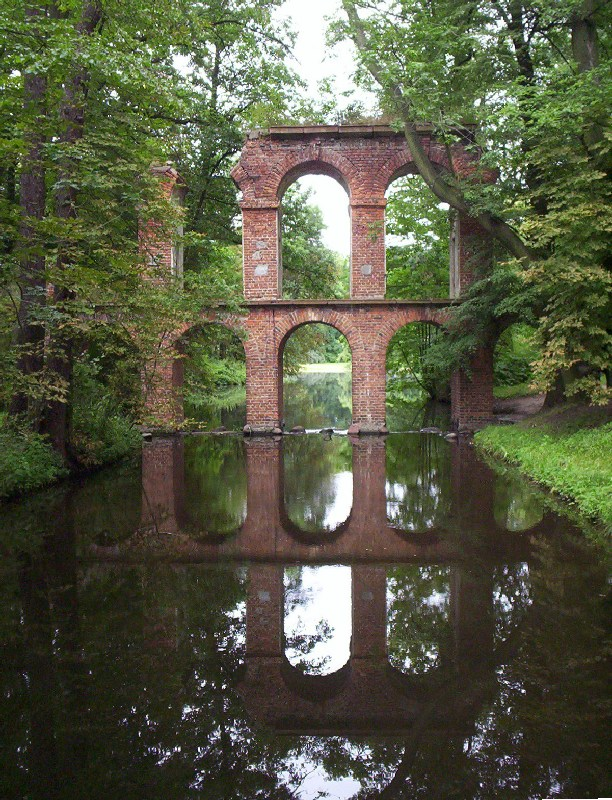
Máng nước ở Arkadia (Nieborów), 1784
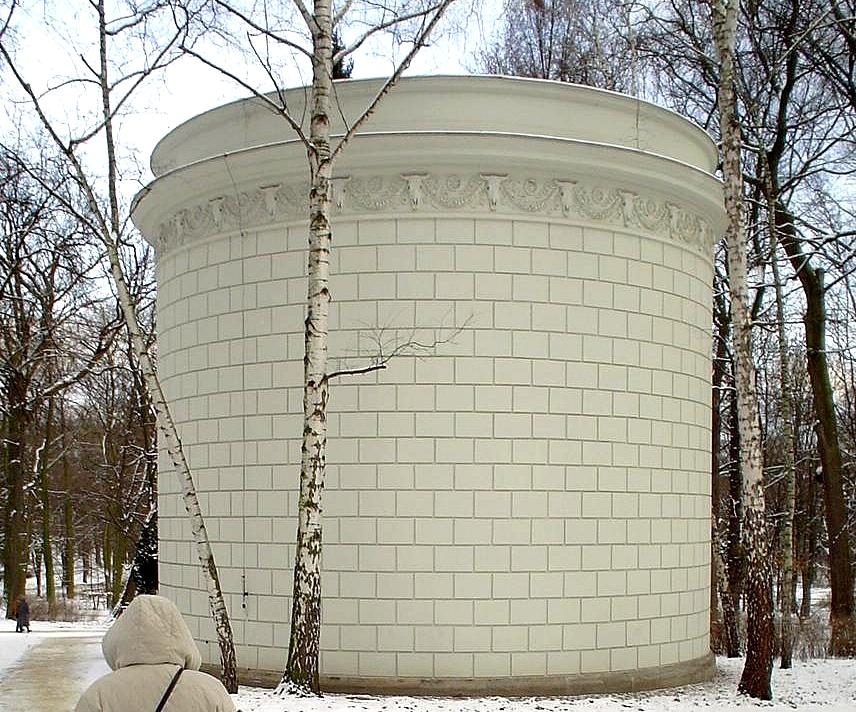
Tháp nước trong nhà tắm Hoàng gia (Warsaw), 1777 Từ1778
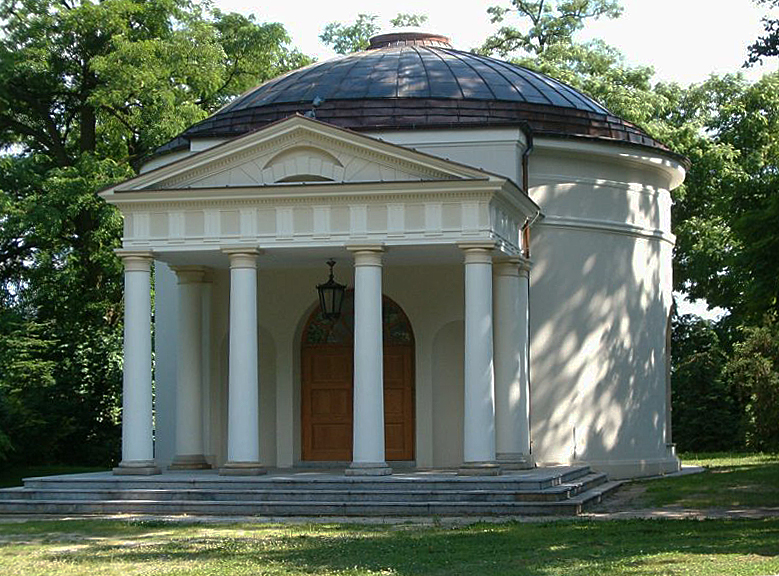
Panteon ở Dobrzyca, trước năm 1806

City structures
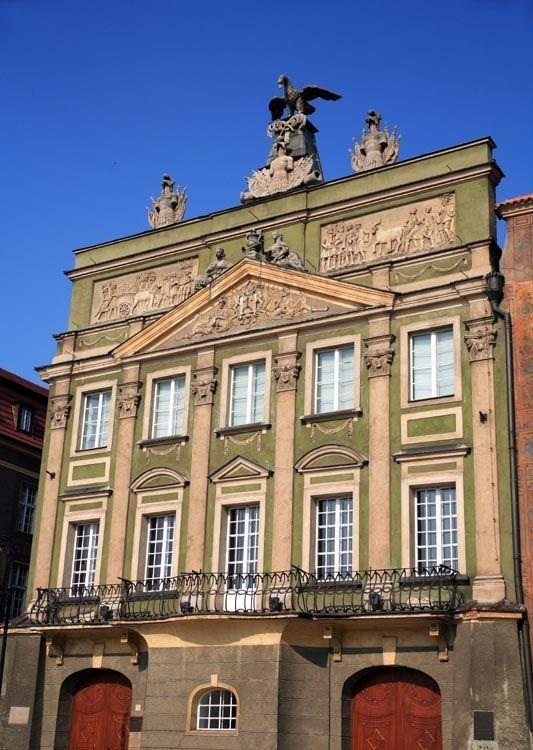
Nhà Działyński ở Poznań, 1773-1776
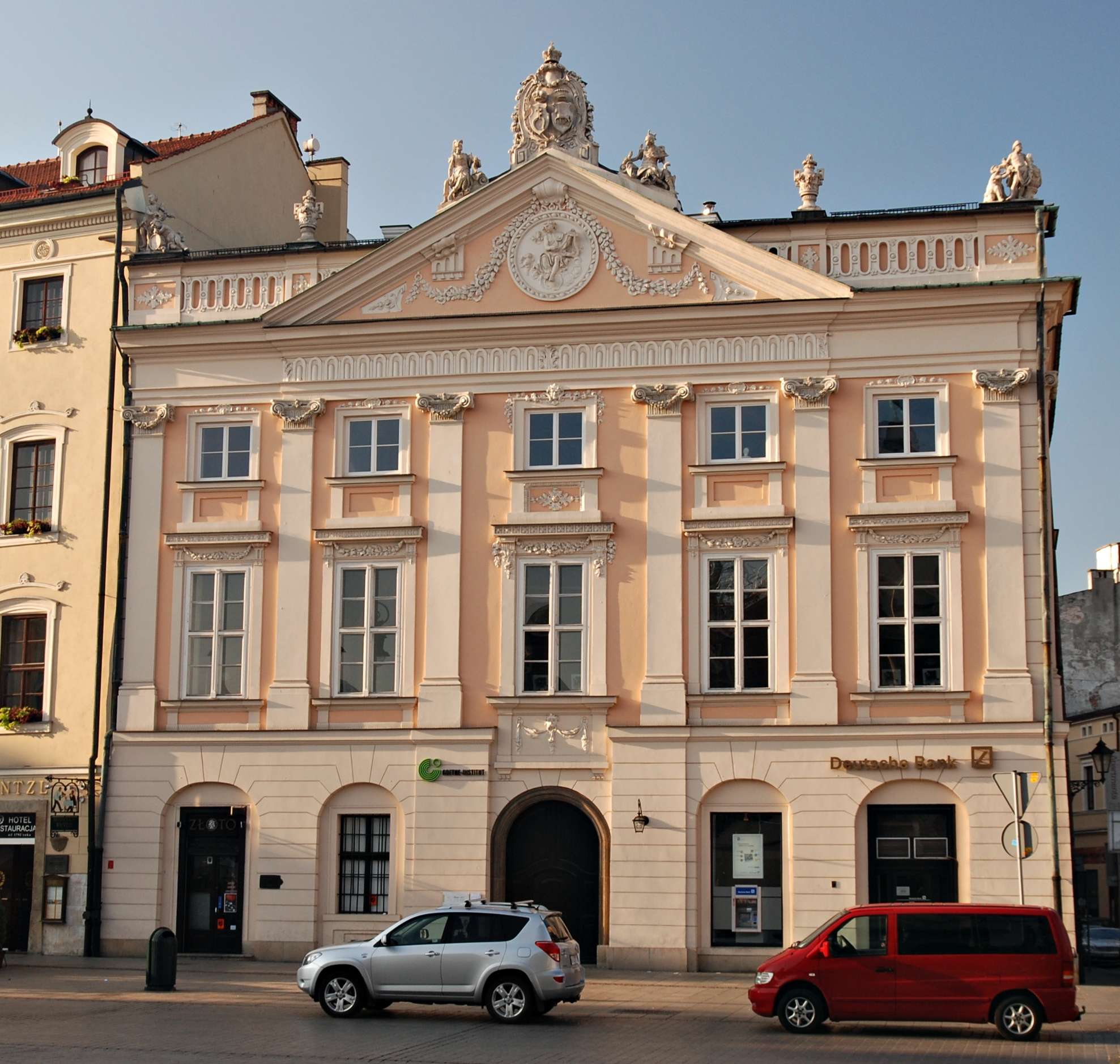
Nhà Zbaraski ở Krakow, 1777-1783
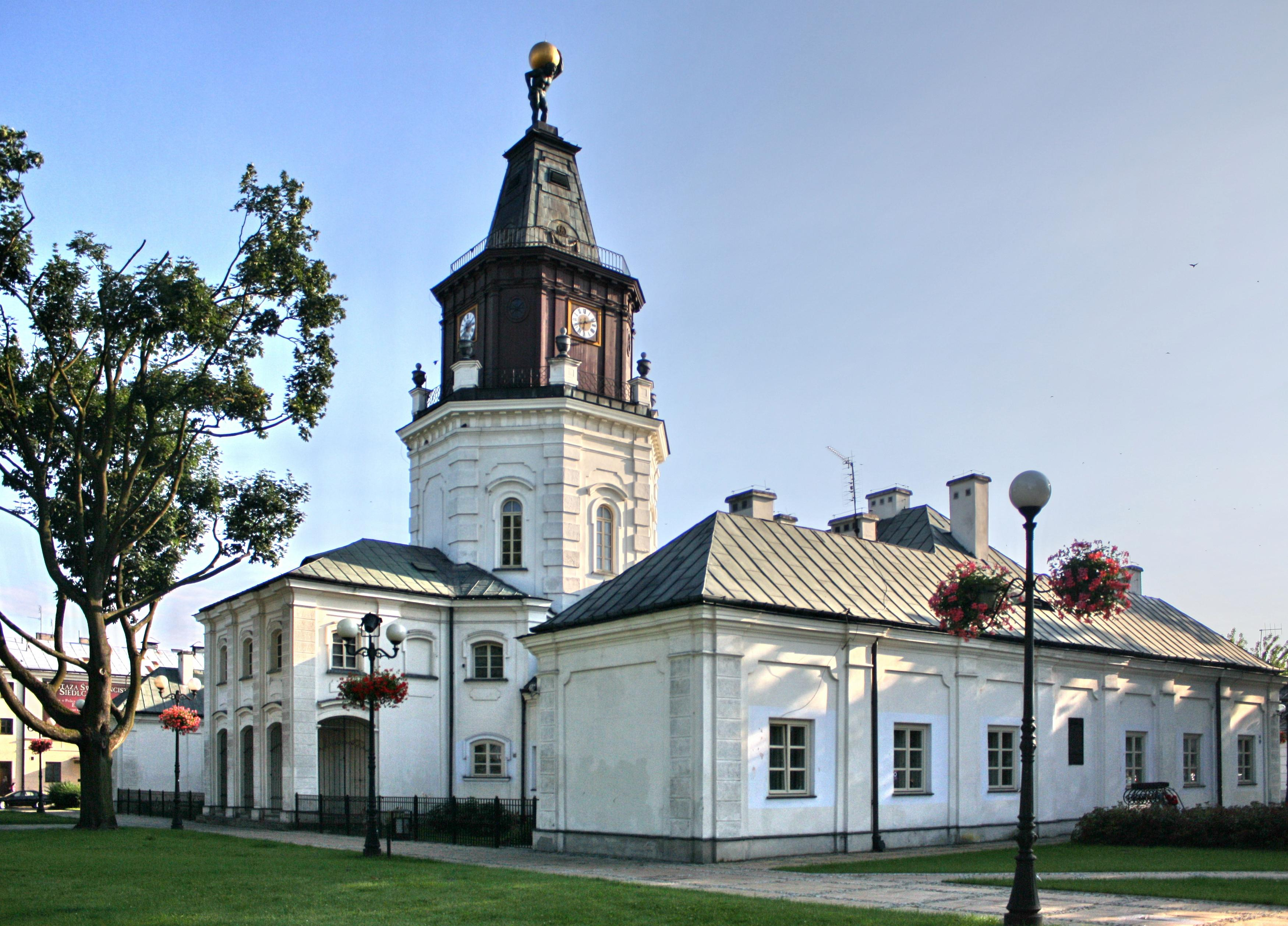
Tòa thị chính ở Siedlce, 1766-1769
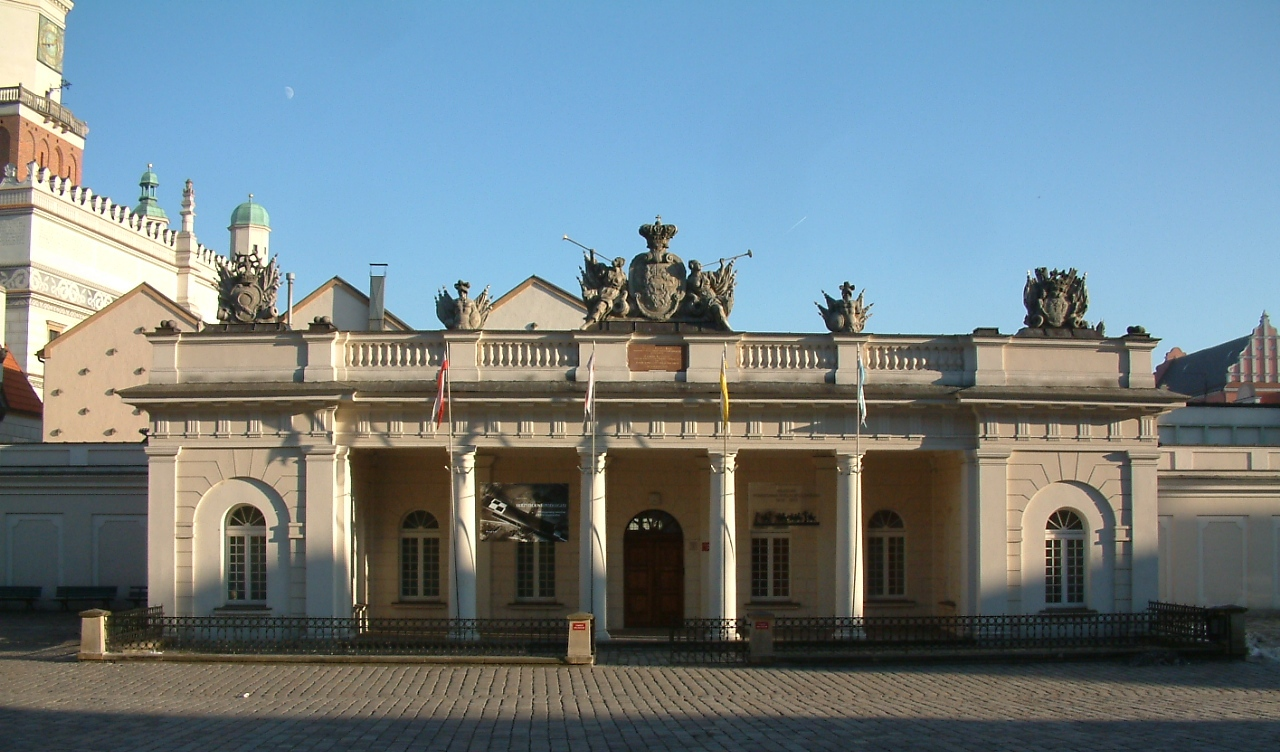
Tòa nhà bảo vệ ở Poznań, 1783-1787

Palaces
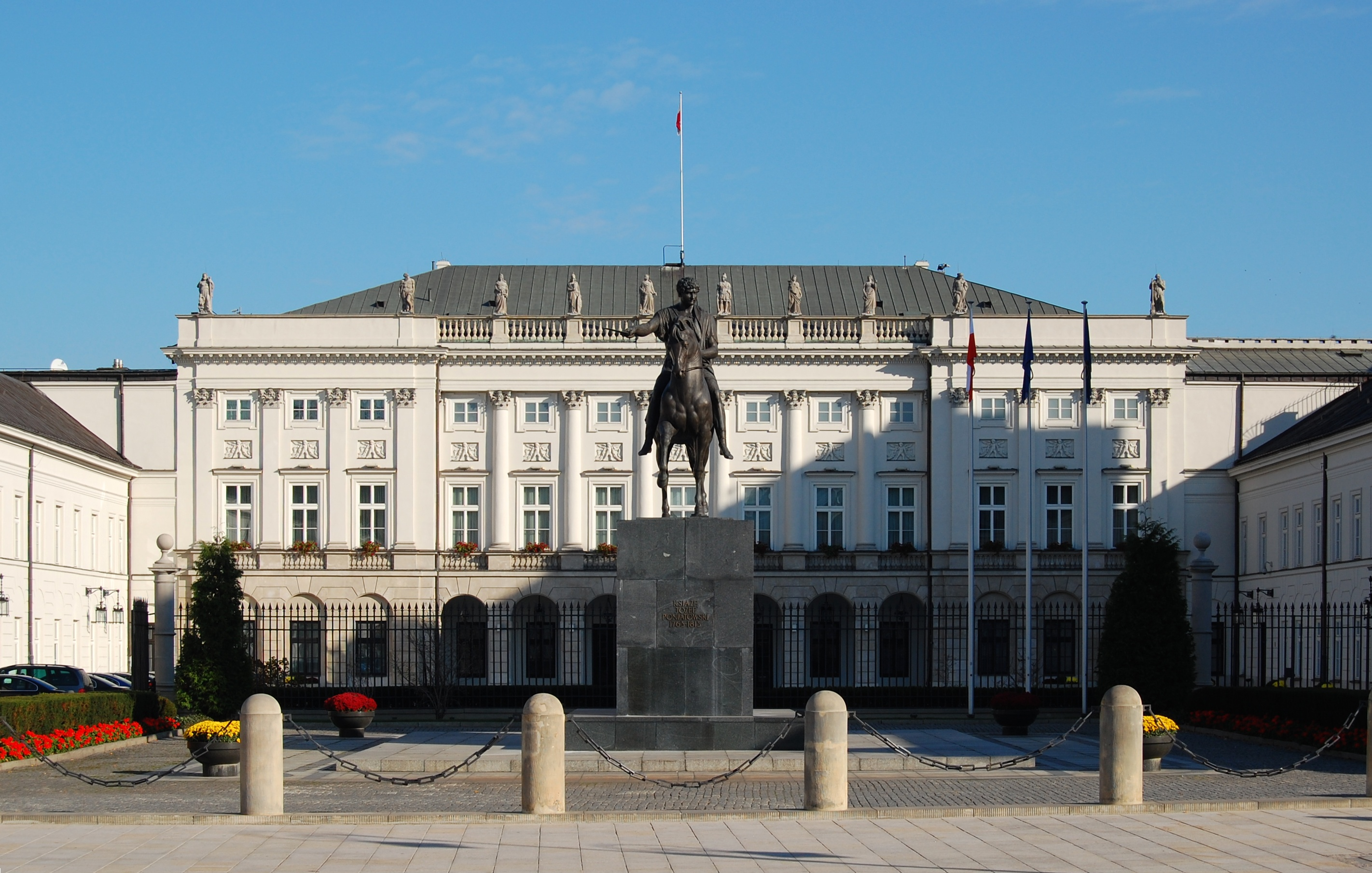
Dinh tổng thống tại Warsaw, 1818
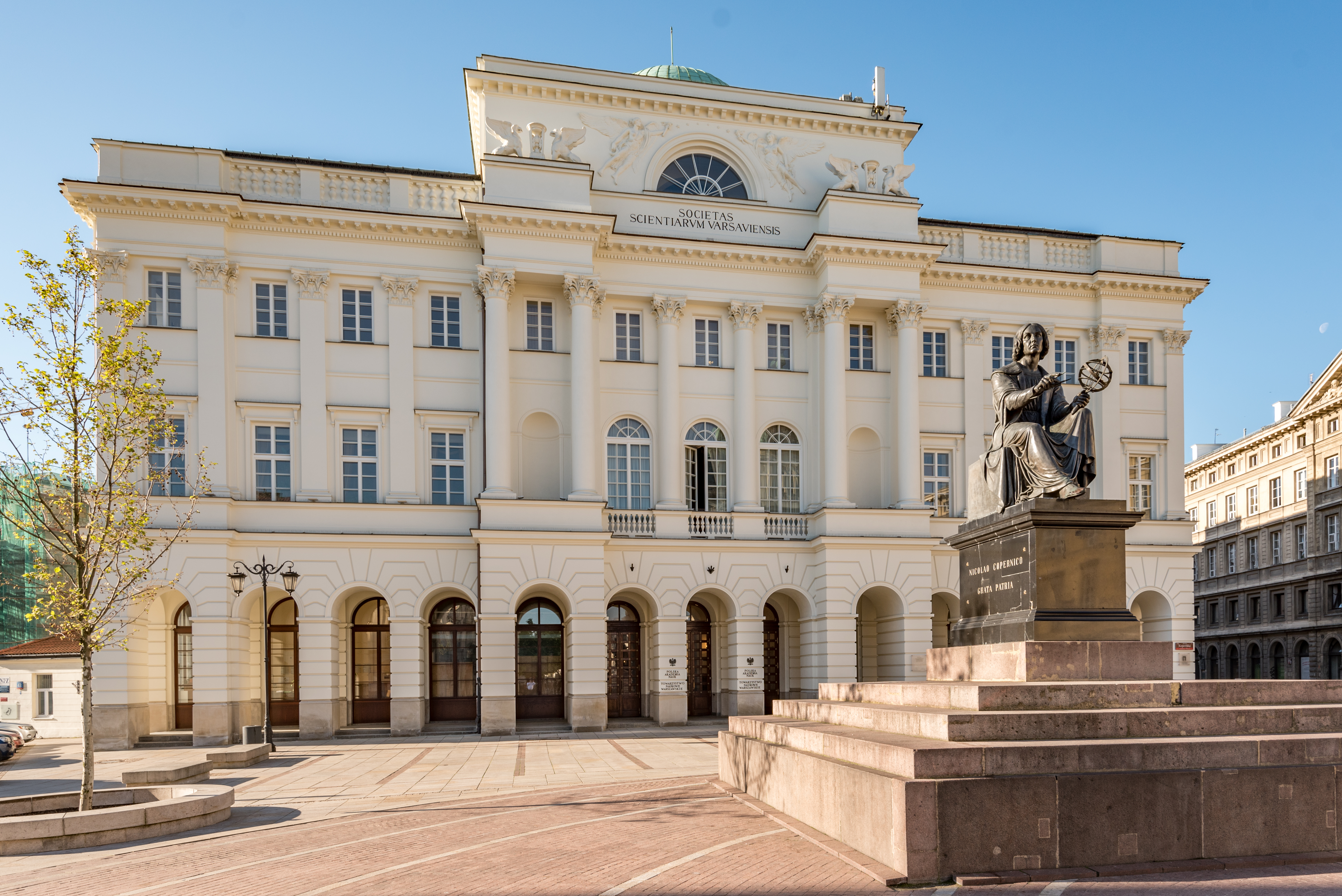
Cung điện Staszic ở Warsaw, 1820-1823
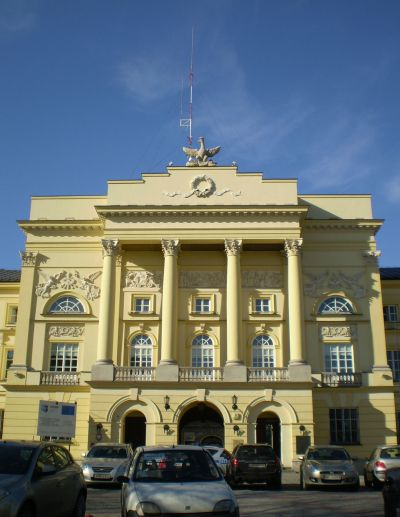
Cung điện Mostowski ở Warsaw, 1823-1824
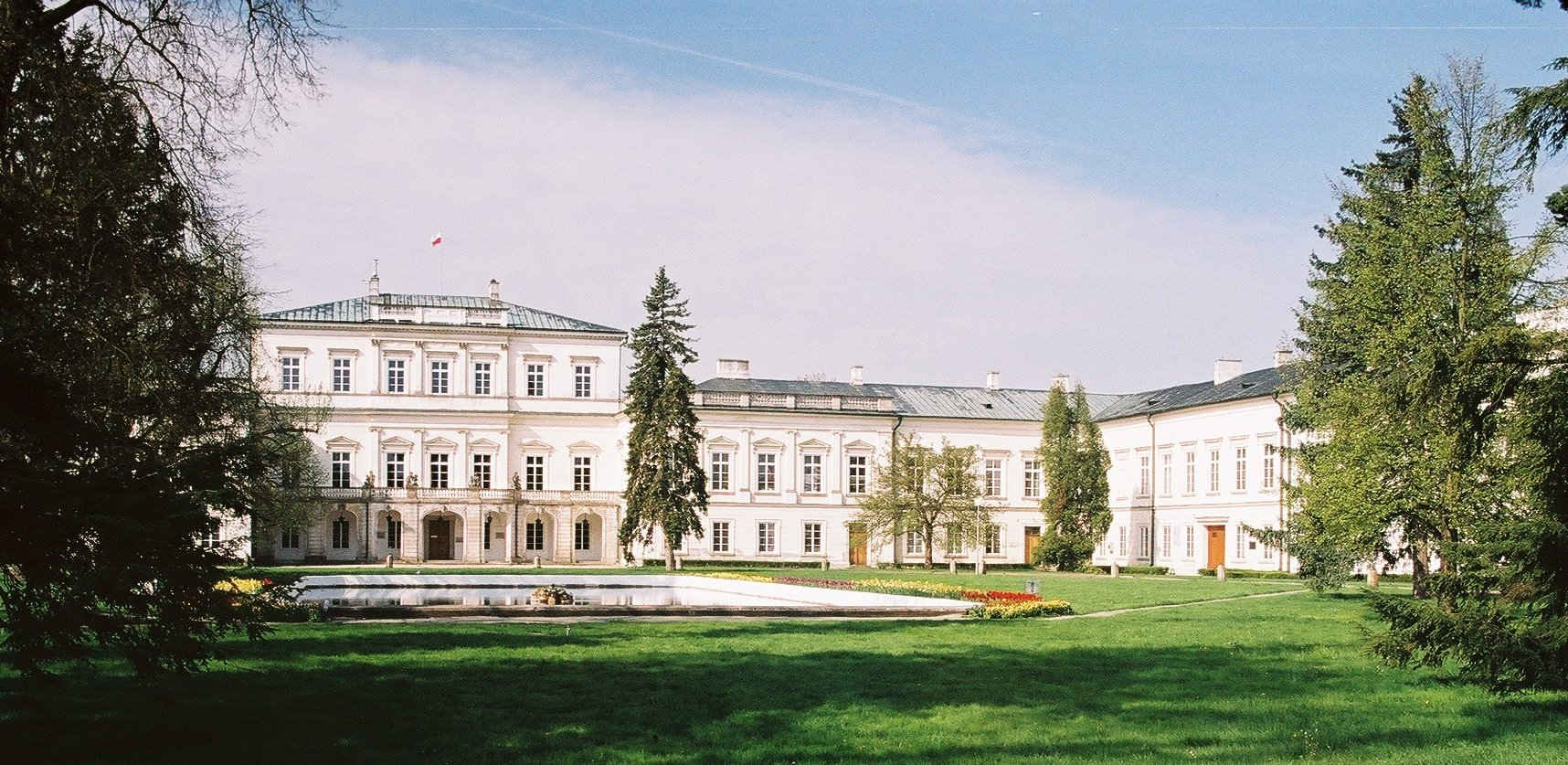
Cung điện Czartoryski ở Puławy, 1840-1843

Public edifices
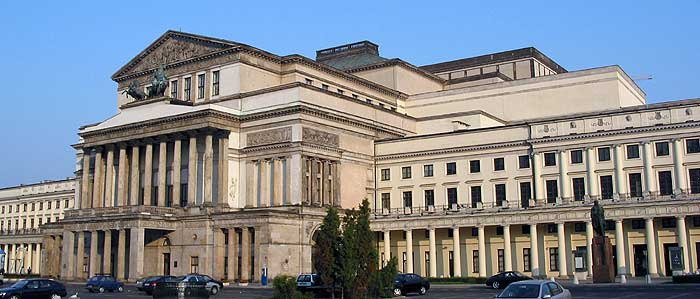
Nhà hát lớn ở Warsaw, 1825-1833
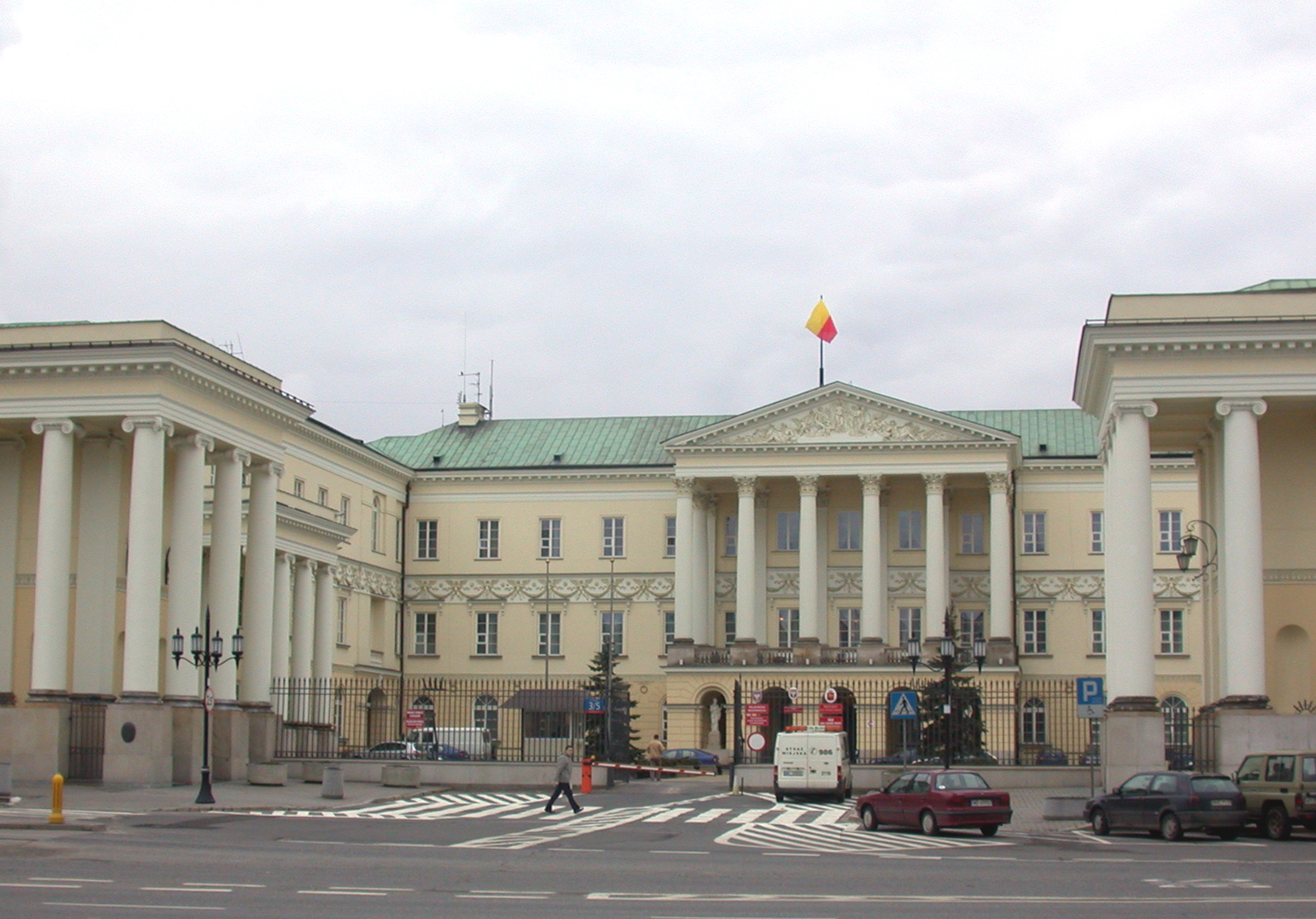
Ủy ban Cung điện ở Warsaw, 1823-1825
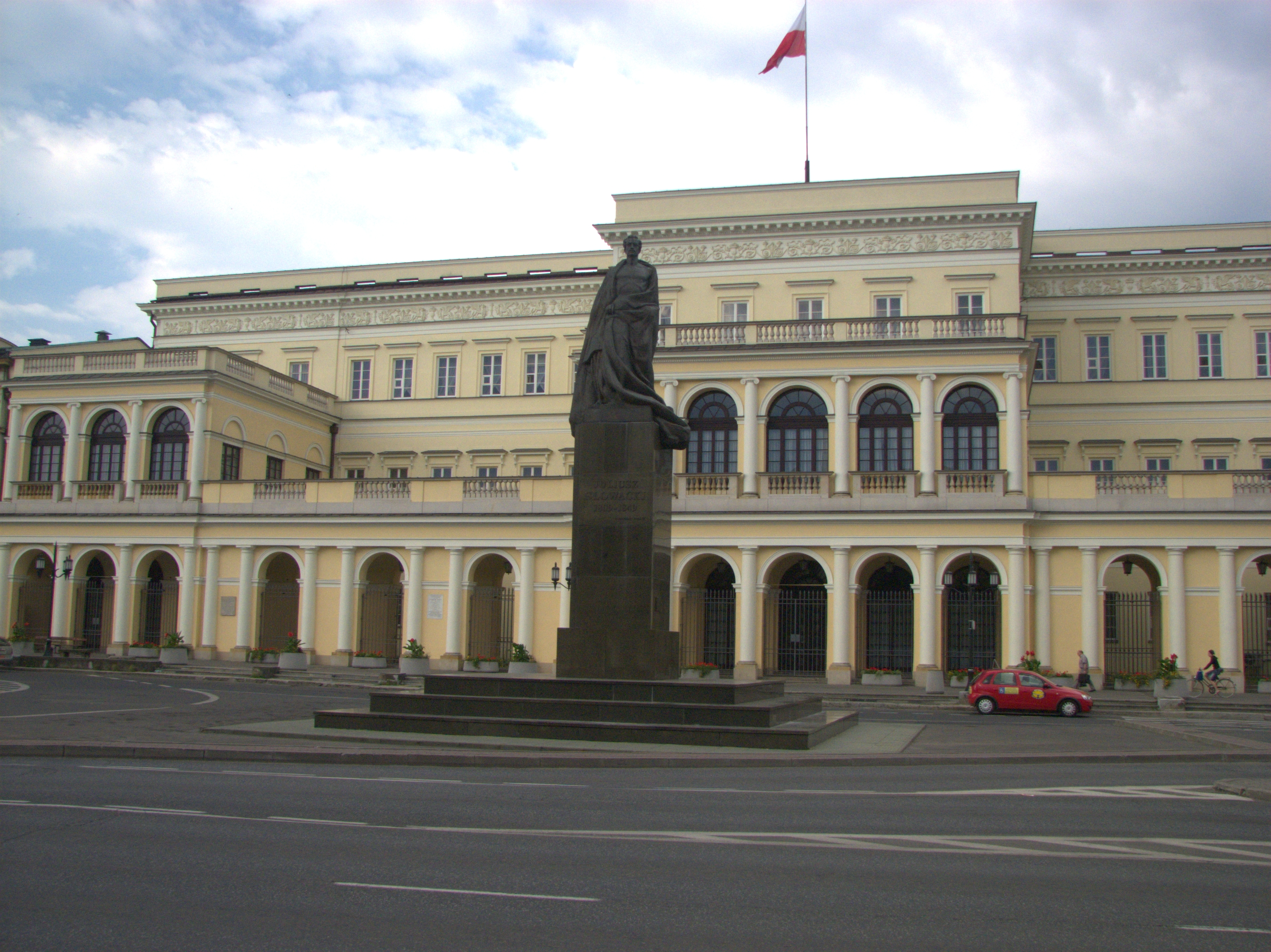
Bộ Tài chính tại Warsaw, 1825-1828
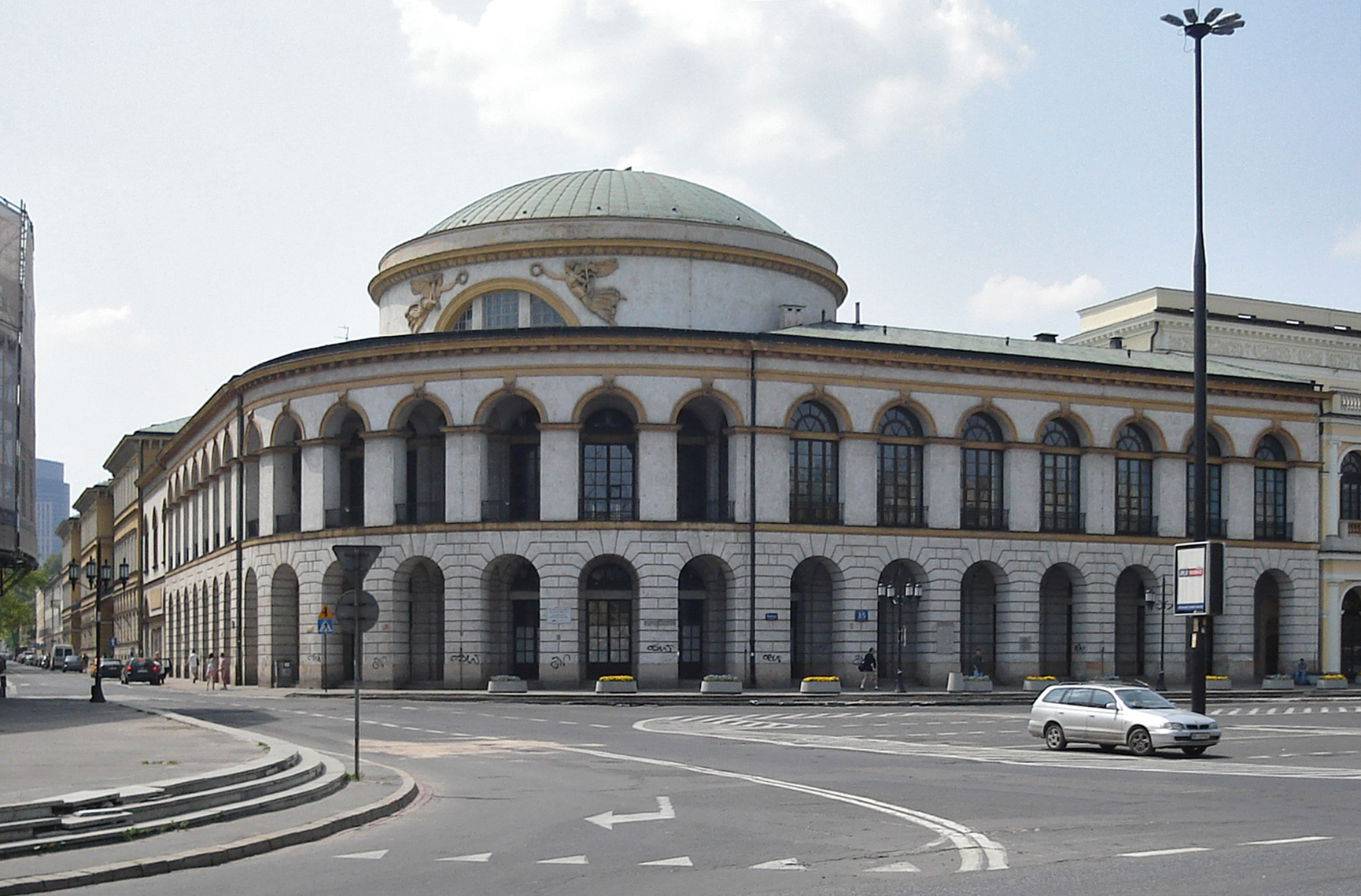
Ngân hàng Ba Lan tại Warsaw, 1825-1828
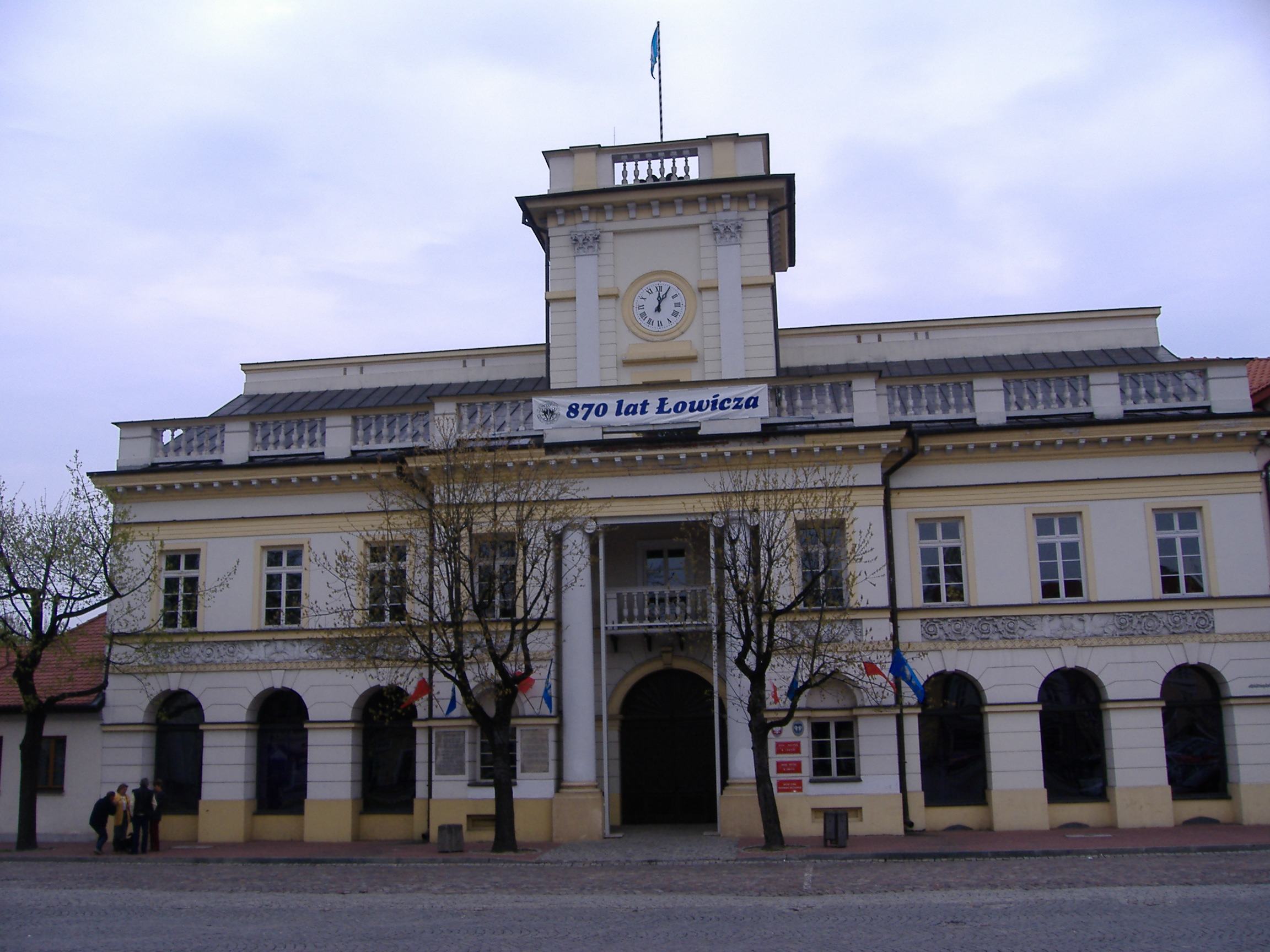
Tòa thị chính ở owicz, 1825-1828
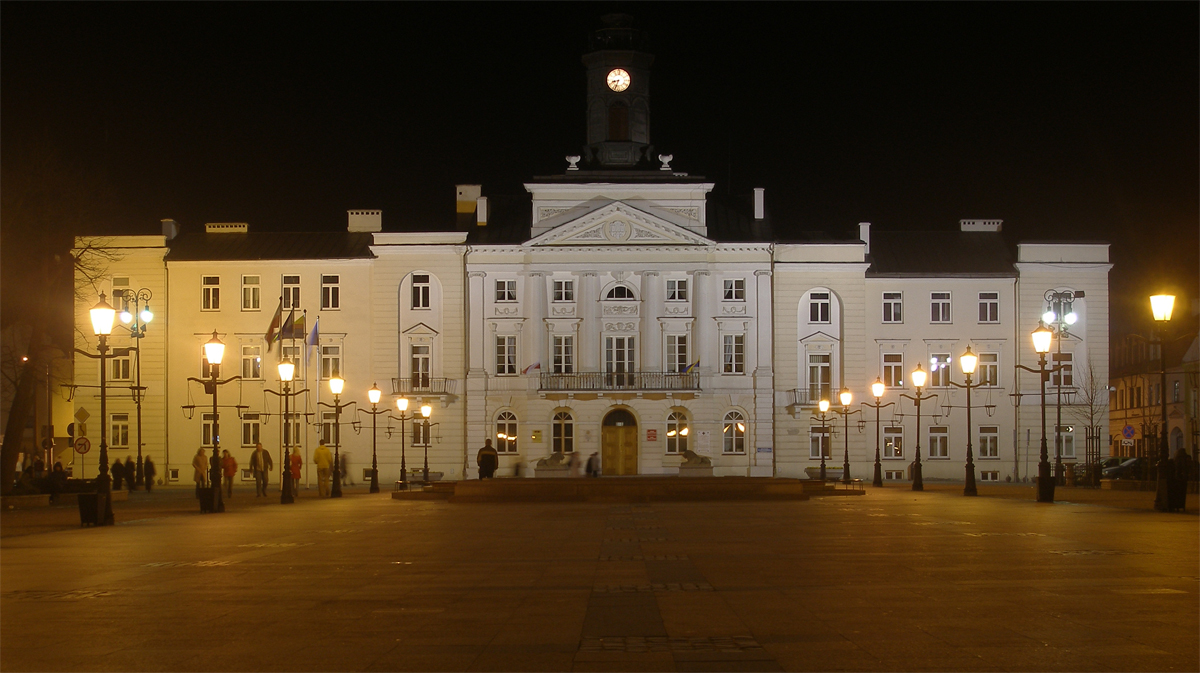
Tòa thị chính ở Płock, 1816-1827
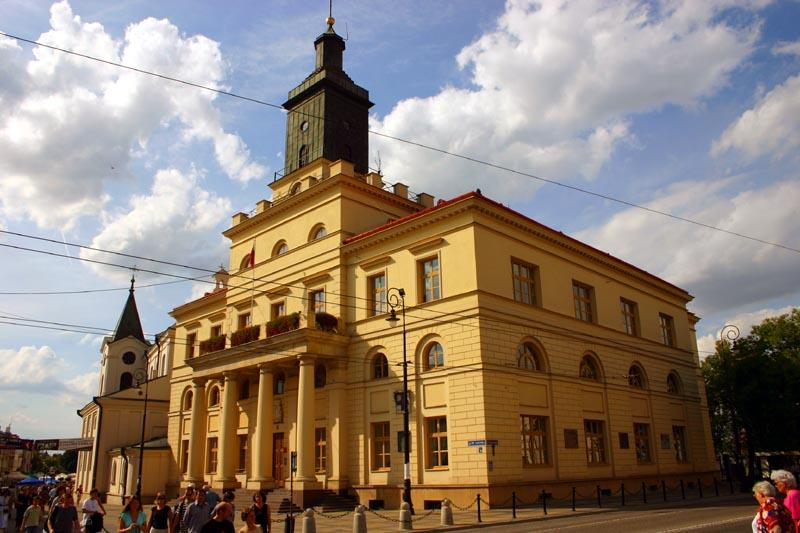
Tòa thị chính mới ở Lublin, 1827-1828
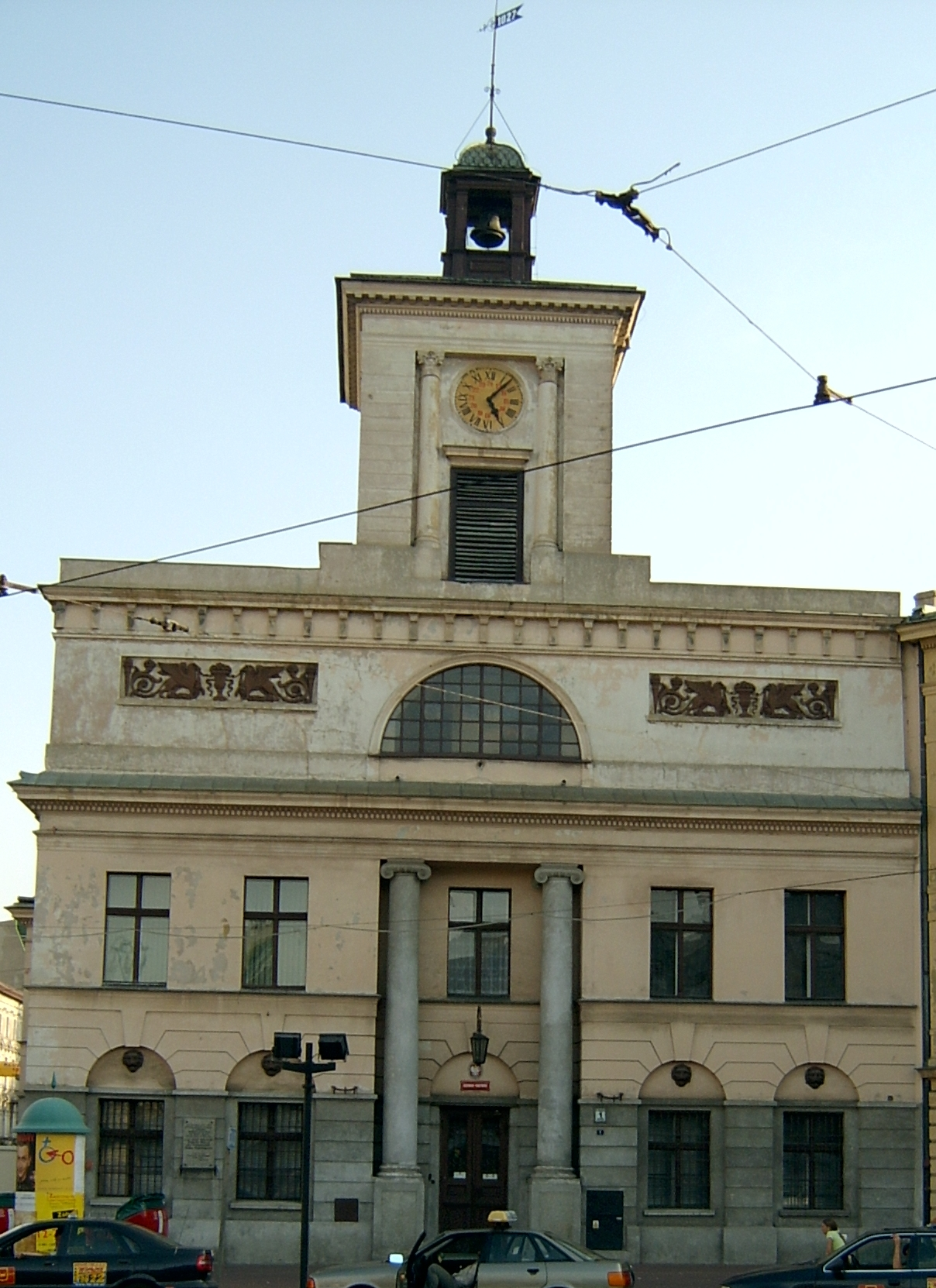
Tòa thị chính ở Łódź, 1826-1827

Churches
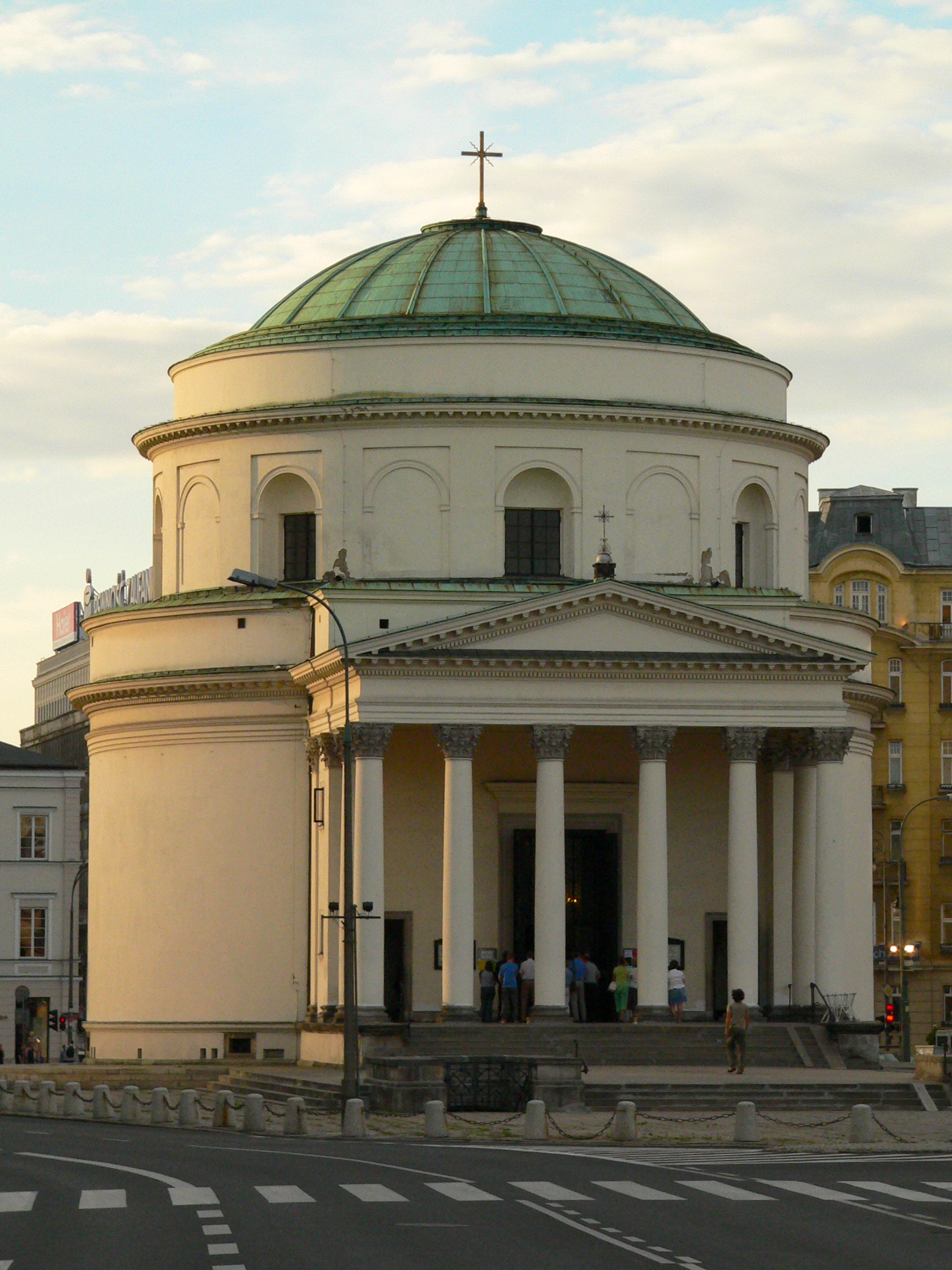
Nhà thờ thánh Alexanders ở Warsaw, 1818-1825
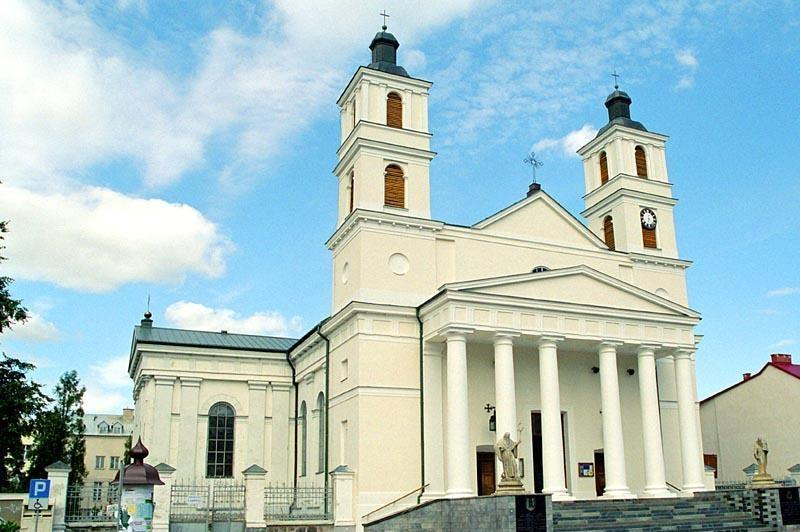
Nhà thờ thánh Alexandre ở Suwałki, 1820-1829
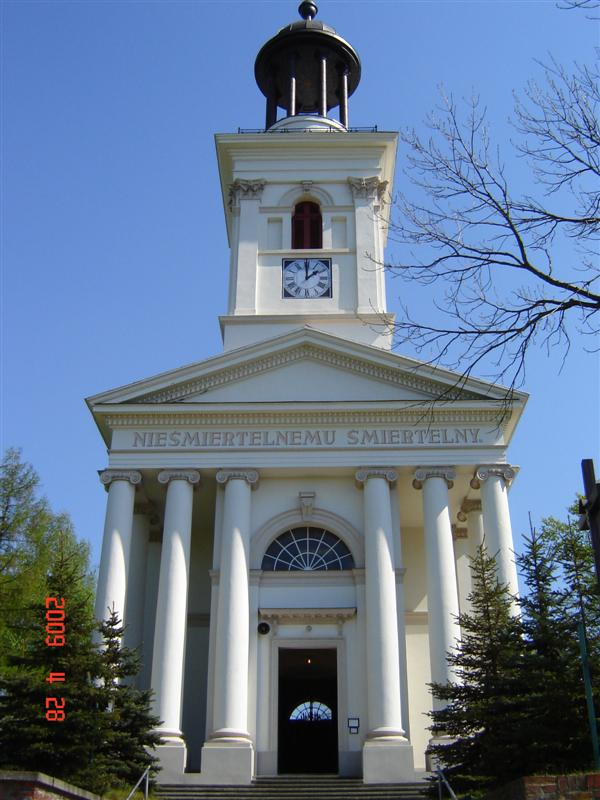
Nhà thờ thánh John the Baptist ở Brzostków, 1839-1840
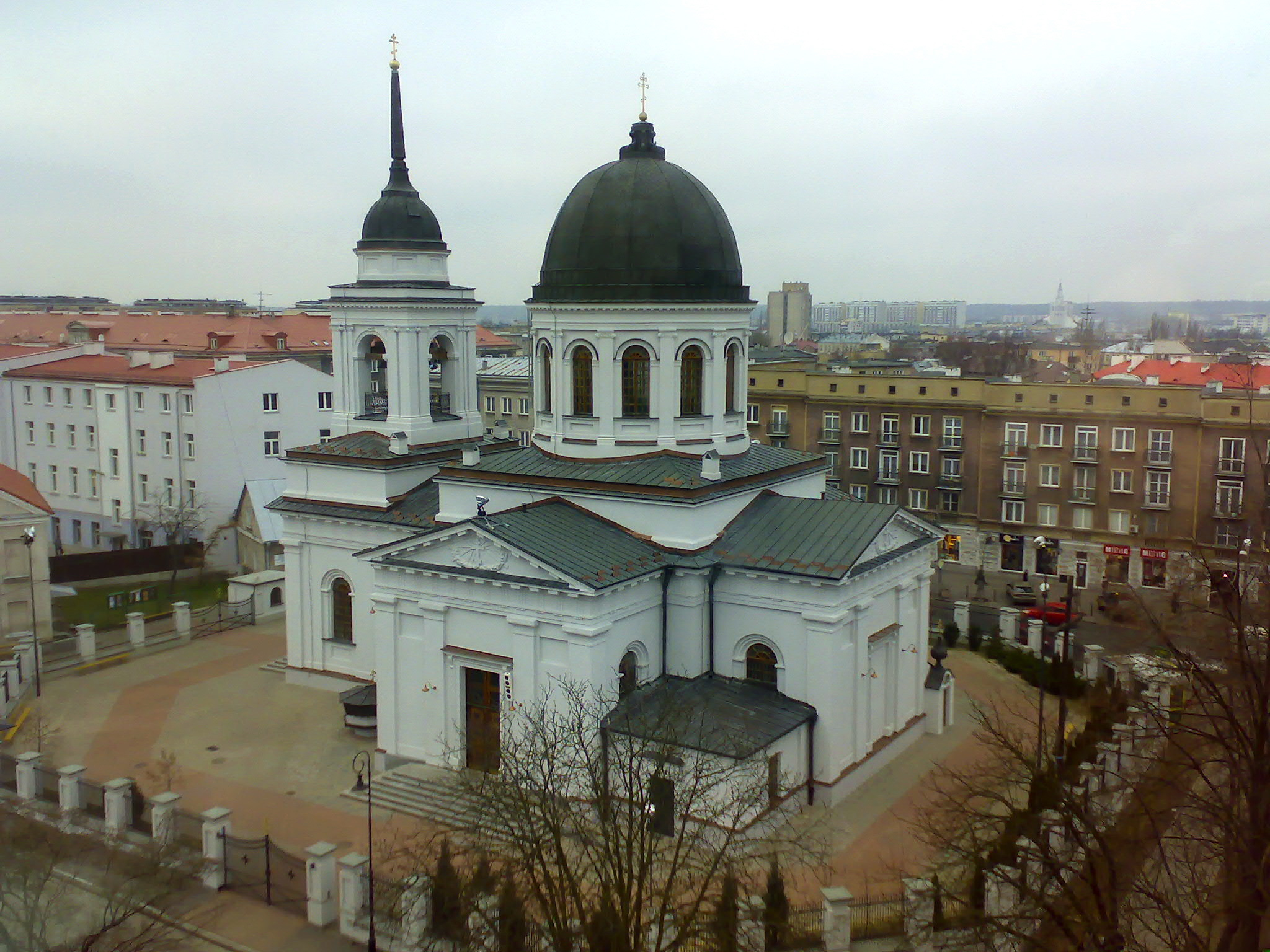
Nhà thờ Chính thống St. Nicholas ở Białystok, 1843-1846

Monuments and park structures
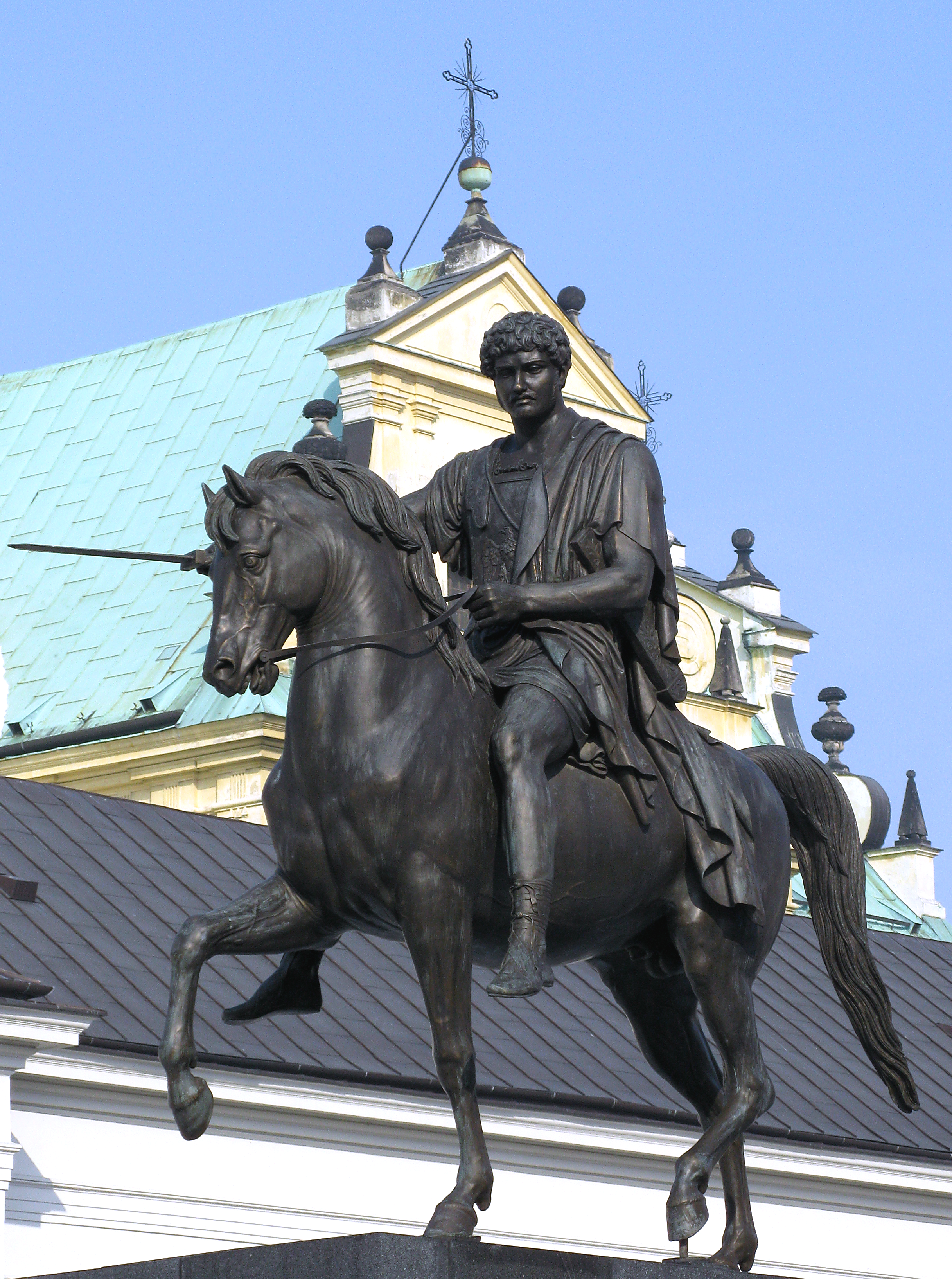
Đài tưởng niệm Józef Poniatowski tại Warsaw, 1826-1827
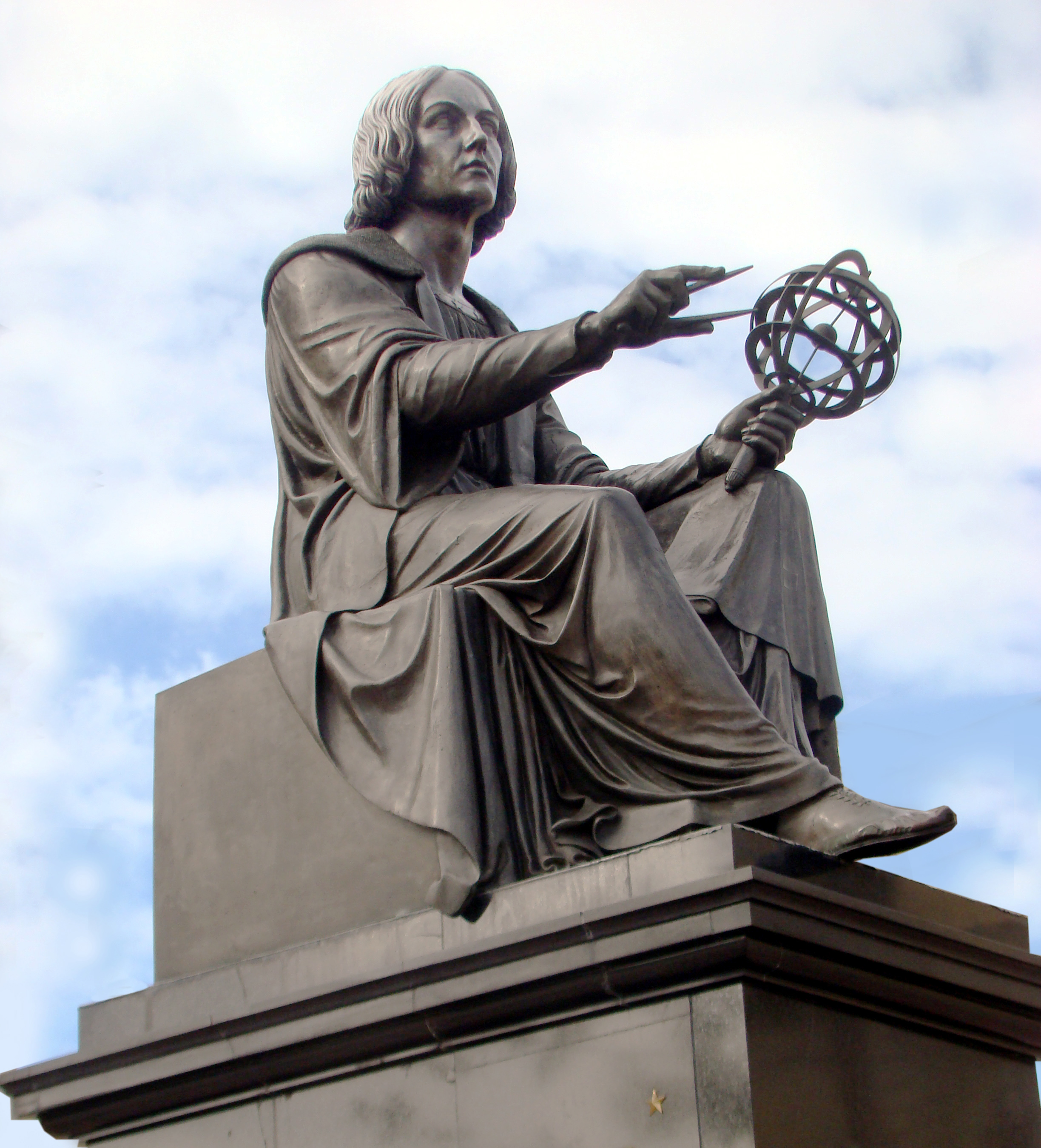
Đài tưởng niệm Nicolaus Copernicus ở Warsaw, 1828-1830
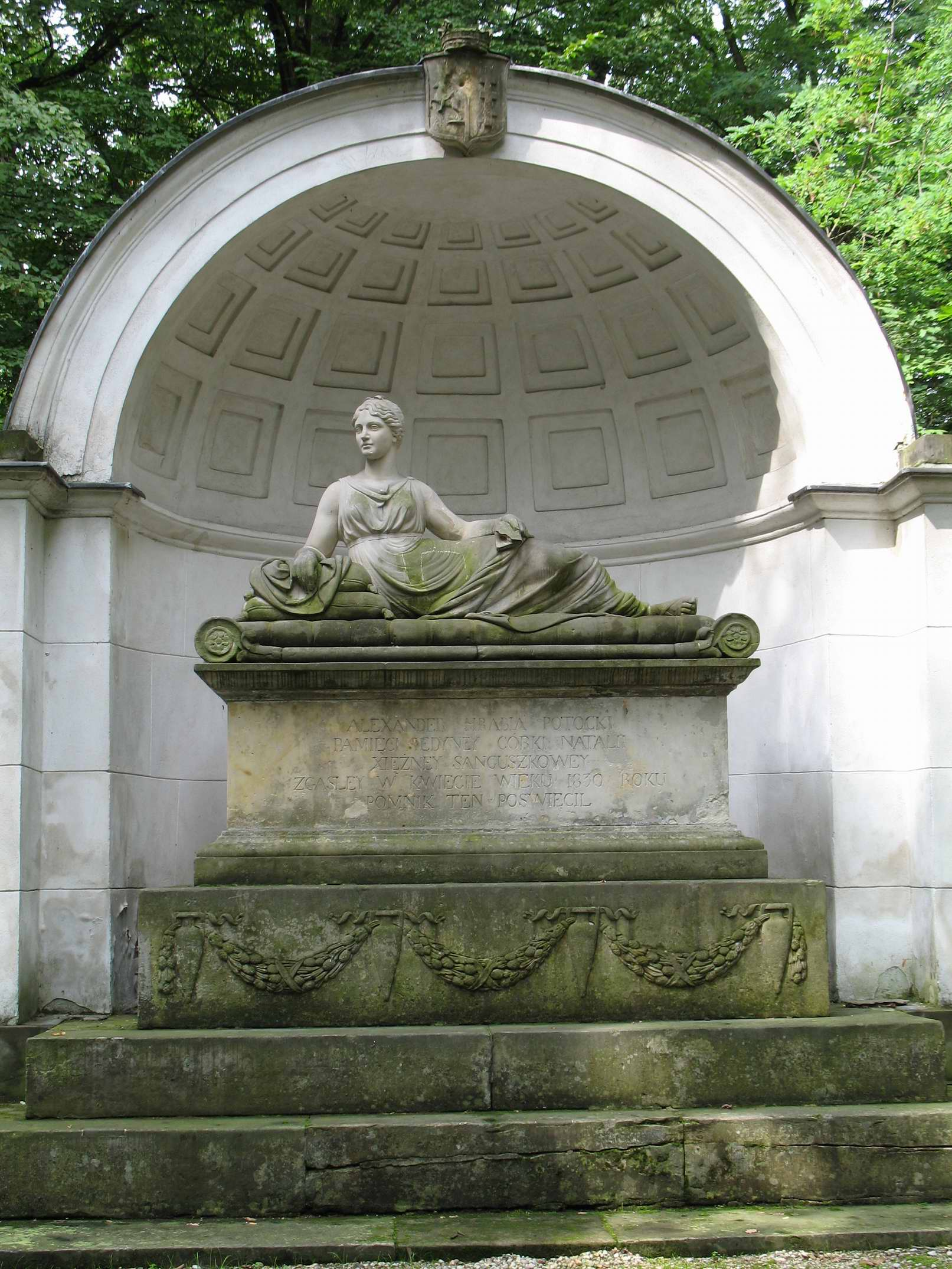
Sarcophagus của Natalia Sanguszkowa ở Natolin, 1830
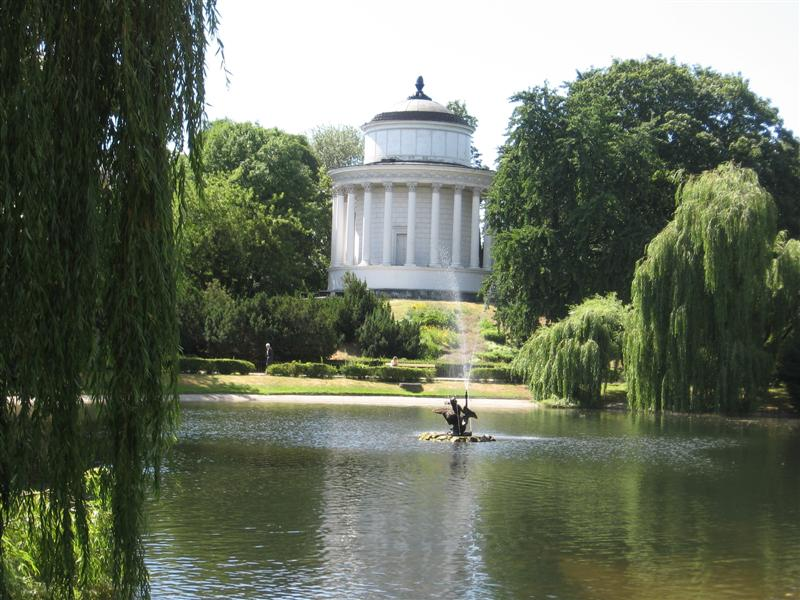
Đền Sybil trong Vườn Saxon (Warsaw), 1852-1854